# Умершие в июле 2015 года
Это список известных людей, соответствующих установленным критериям значимости (см. Википедия:Критерии значимости персоналий), умерших в июле 2015 года.
Причина смерти указывается лишь в исключительных случаях (убийство, самоубийство, гибель в результате военных действий, смертная казнь, ДТП или несчастные случаи). В остальных случаях — не указывается.

### 31 июля

Родди Пайпер

- Бурнаски, Евстафий (?) — болгарский поэт, заслуженный деятель культуры Болгарии[1].
- Клэйтон, Кенни (86) — канадский боксер[2].
- Кодлозеров, Сергей Юрьевич (45) — заслуженный тренер России по лыжным гонкам[3].
- Родди Пайпер (61) — американский профессиональный рестлер и киноактёр («Чужие среди нас»); остановка сердца[4].
- Романюк, Сергей Константинович (81) — российский писатель и москвовед, лауреат Макарьевской премии (2011) и премии Лихачёва (2012)[5].
- Чжан Цзиньфу (101) — китайский государственный деятель, министр финансов КНР (1975—1979)[6] Архивная копия от 4 марта 2016 на Wayback Machine.
- Швайкер, Ричард (93) — американский государственный деятель, министр здравоохранения и социальных служб США (1981—1983)[7].

### 30 июля

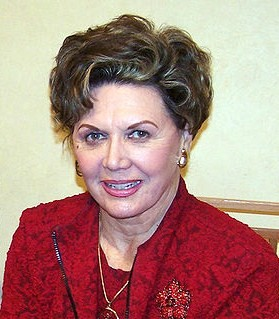
Алена Врзанёва

- Алексеев, Олег Александрович (62) — советский бурятский спортсмен, борец вольного стиля, чемпион Европы (1979) и обладатель Кубка мира, заслуженный тренер РСФСР[8].
- Андерсон, Линн (67) — американская кантри-певица, обладательница премии «Грэмми» за хит «(I Never Promised You A) Rose Garden»[9].
- Бадев, Георгий (76) — болгарский скрипач, профессор[10].
- Врзанёва, Алена (84) — чехословацкая фигуристка, выступавшая в женском одиночном катании, чемпионка мира (1949, 1950) и Европы (1950)[11].
- Гусейнова, София  Гасановна (88) — советская азербайджанская театральная актриса, выступавшая на сцене Нахчыванского государственного драматического театра, народная артистка Азербайджанской ССР (1982)[12].
- Липпмаа, Эндель Теодорович (84) — советский и эстонский физикохимик, действительный член Академии наук Эстонской ССР (1975)[13].
- Маштафаров, Александр Викторович (69) — российский археограф, научный сотрудник Российского государственного архива древних актов, многолетний автор «Православной энциклопедии»[14].
- Мемон, Якуб — индийский террорист, один из организаторов взрыва в Мумбаи в 1993 году; казнён[15].
- Нойман, Берт (54) — немецкий театральный и кинохудожник[16].
- Токтобаев, Муканбет (67) — советский и киргизский актёр театра и кино, народный артист Республики Кыргызстан[17].
- Тюрин, Марк Андреевич (88) — советский партийный и государственный деятель, председатель Астраханского облисполкома (1974—1987), почётный гражданин города Астрахани[18].
- Червонка, Витослав (65 или 66) — польский художник[19].

### 29 июля

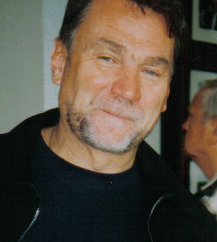
Ян Кульчик

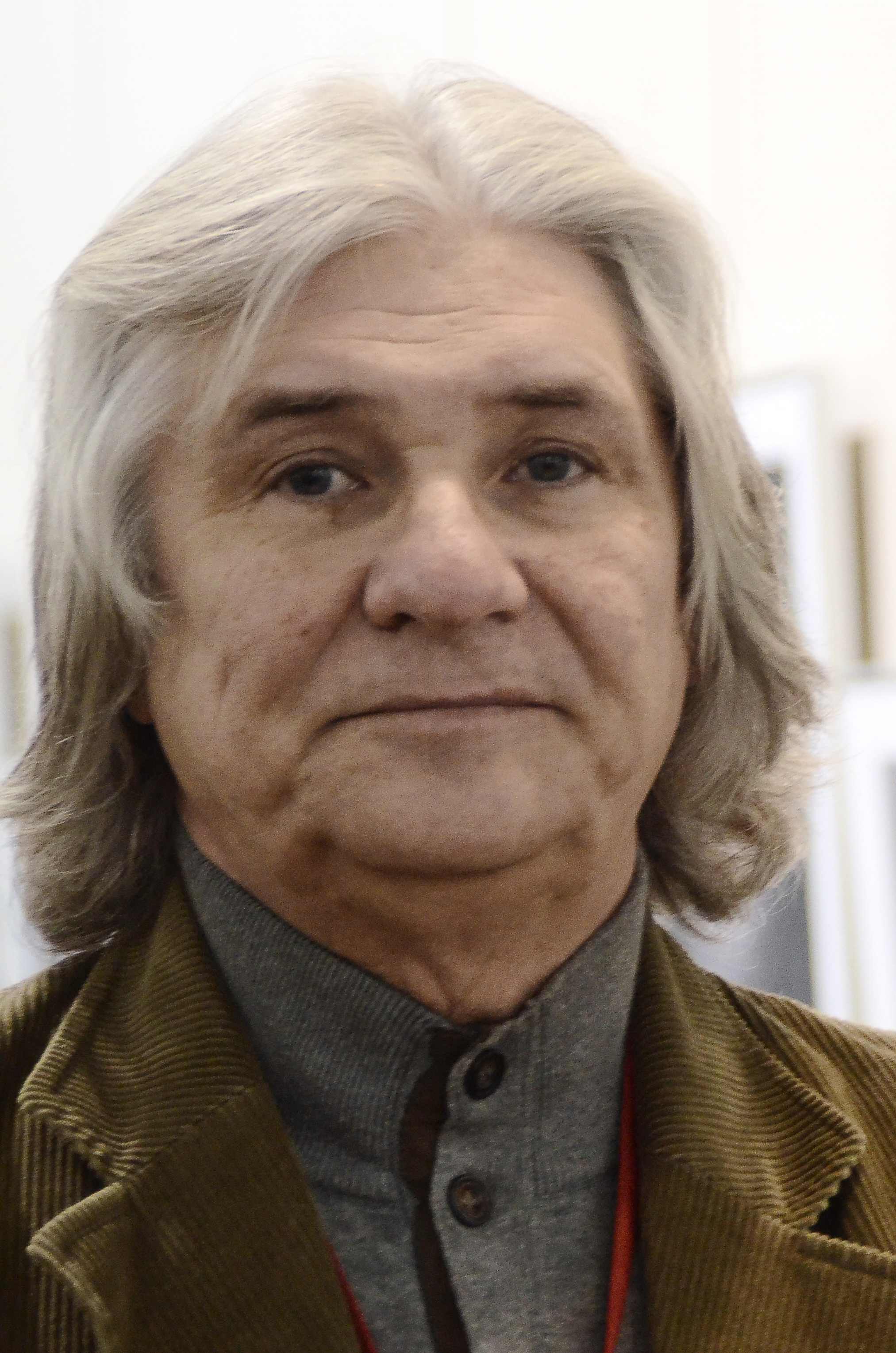
Владимир Лапшин

- Вальнер, Лео (79) — австрийский спортивный функционер, президент НОК Австрии (1990—2009), почётный член МОК[20].
- Жилинский, Дмитрий Дмитриевич (88) — советский и российский художник-живописец и график, педагог, профессор. академик, лауреат Государственной премии РСФСР им. И. Е. Репина (1985) и Государственной премии РФ (1999)[21].
- Кладницкий, Владислав Иванович (83) — советский и российский композитор, заслуженный деятель искусств РСФСР (1982)[22].
- Кульчик, Ян (65) — польский предприниматель[23].
- Лапшин, Владимир Германович (60) — советский и украинский фотохудожник[24].
- Подшиваленко, Николай Иванович (90) — советский и белорусский футбольный тренер, судья всесоюзной категории по футболу, участник Великой Отечественной войны, заслуженный тренер Белорусской ССР, заслуженный работник МВД СССР[25].
- Удалова, Людмила Захаровна (78) — советский и российский искусствовед, директор Брянского областного художественного музея, заслуженный работник культуры Российской Федерации[26].
- Холланд, Энтони (95) — канадский актёр[27].
- Шакирова, Лия Закировна (94) — советский и российский ученый, доктор педагогических наук, профессор, заслуженный деятель науки РСФСР и Татарской АССР[28][29].

### 28 июля

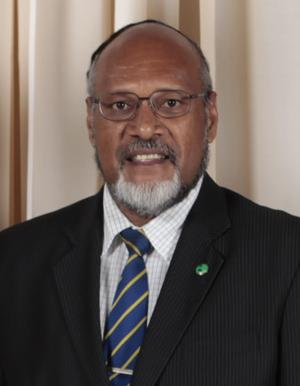
Эдвард Наталеи

- Барисоне, Диего (26) — аргентинский футболист («Ланус»); ДТП[30].
- Навджуванов, Мамадаёз (73) — таджикский государственный деятель, министр внутренних дел Таджикской ССР (1989—1992)[31].
- Натапеи, Эдвард (61) — государственный деятель Вануату, премьер-министр (2001—2004, 2009—2010 и 2011)[32].
- Пизар, Самуэль (86) — американский юрист, государственный и общественный деятель, бывший узник нацистских концлагерей, советник президента США Джона Кеннеди, писатель[33].
- Праджасута, Франциск Ксаверий Рочарджанта (83) — католический прелат, епископ Банджармасина (1983—2008)[34].
- Ротару, Дмитрий (68) — советский и молдавский радиожурналист, сценарист, режиссёр-кинодокументалист и поэт-песенник (о смерти стало известно в этот день)[35].
- Фабер, Дэвид (86) — польский писатель, бывший узник нацистских концлагерей[36].
- Фурникэ, Ион (84) — советский и молдавский танцовщик, артист Молдавского национального академического ансамбля танца «Жок», народный артист Молдавской ССР, лауреат Государственной премии СССР[37].

### 27 июля

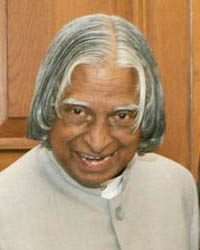
Абдул Калам

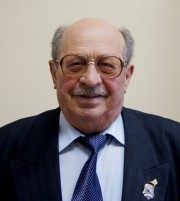
Василий Чернобай

- Батчаева, Тамара Хусеевна (68) — ведущая актриса Карачаевского театра, народная артистка Карачаево-Черкесской республики, поэтесса[38].
- Вассалли, Себастьяно (73) — итальянский писатель, номинант на Нобелевскую премию в области литературы[39].
- Абдул Калам (83) — индийский учёный и государственный деятель, президент Индии (2002—2007)[40].
- Мергенов, Еркин Тлекович (75) — советский и казахстанский скульптор, народный художник Казахской ССР, председатель Союза художников Казахстана (1987—1993) (1998—2009), секретарь Союза художников СССР, народный депутат СССР, член Межрегиональной депутатской группы[41].
- Моравец, Иван (en:Ivan Moravec, 84) — чешский пианист[42].
- Пизар, Самуэль (86) — американский юрист, писатель и дипломат, узник концлагерей Третьего рейха.
- Плечко, Владимир Яковлевич (80) — советский и российский дипломат, Чрезвычайный и Полномочный посол СССР на Мальте (1987—1991), Чрезвычайный и Полномочный посол Российской Федерации в Республике Молдова (1992—1995)[43].
- Родригес, Алина (63) — кубинская актриса; рак[44].
- Стрельников, Анатолий Петрович (86) — советский и российский тренер по греко-римской борьбе, мастер спорта СССР, заслуженный тренер СССР, РСФСР, России, почётный гражданин города Шахты Ростовской области[45].
- Ферт, Эверетт (87) — американский музыкант-ударник[46].
- Хувейлди аль-Хмейди (72) — ливийский государственный и военный деятель, министр внутренних дел Ливийской Арабской Республики (1972—1977)[47].
- Чернобай, Василий Федотович (77) — кандидат биологических наук, профессор кафедры зоологии, экологии и общей биологии Волгоградского государственного педагогического университета[48].
- Школьников, Семён Семёнович (97) — советский кинорежиссёр, кинооператор, кинодокументалист, сценарист, народный артист ЭССР (1978), почётный гражданин города Таллина[49] Архивная копия от 29 июля 2015 на Wayback Machine.

### 26 июля

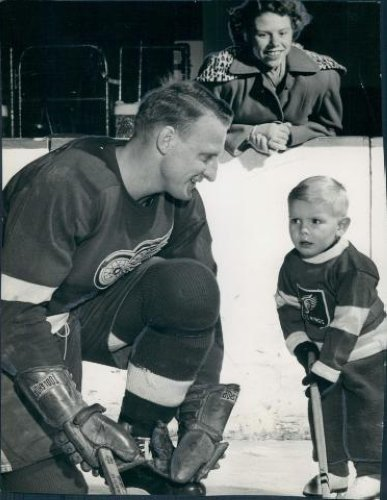
Лео Рейз

- Бабич, Ярослав — украинский военный, командир добровольческого батальона «Азов»; самоубийство[50].
- Басс, Ричард (86) — владелец горнолыжного курорта «Сноубёрд» (Snowbird), совладелец планируемой самой большой угольной шахты на Аляске англ. Chuitna Coal Project и первый человек в мире, покоривший все Семь вершин — высочайшие вершины всех частей света[51].
- Браун, Бобби Кристина (22) — американская медийная персона и певица, дочь Уитни Хьюстон и R&B-исполнителя Бобби Брауна[52].
- Генневайн, Вольфганг (82) — немецкий дирижёр и деятель образования, ректор Штутгартской высшей школы музыки и театра (1973—1982)[53].
- Макдональд, Флора Исабель (89) — канадский государственный деятель, министр иностранных дел (1979—1980)[54].
- Пичул, Василий Владимирович (54) — советский и российский кинорежиссёр, сценарист; рак[55].
- Рейз, Лео (93) — канадский хоккеист, защитник, выступал за команды «Чикаго Блэкхокс», «Детройт Ред Уингз» и «Нью-Йорк Рейнджерс»[56].
- Смит, Милдред Джоан (94) — американская киноактриса и певица[57].

### 25 июля

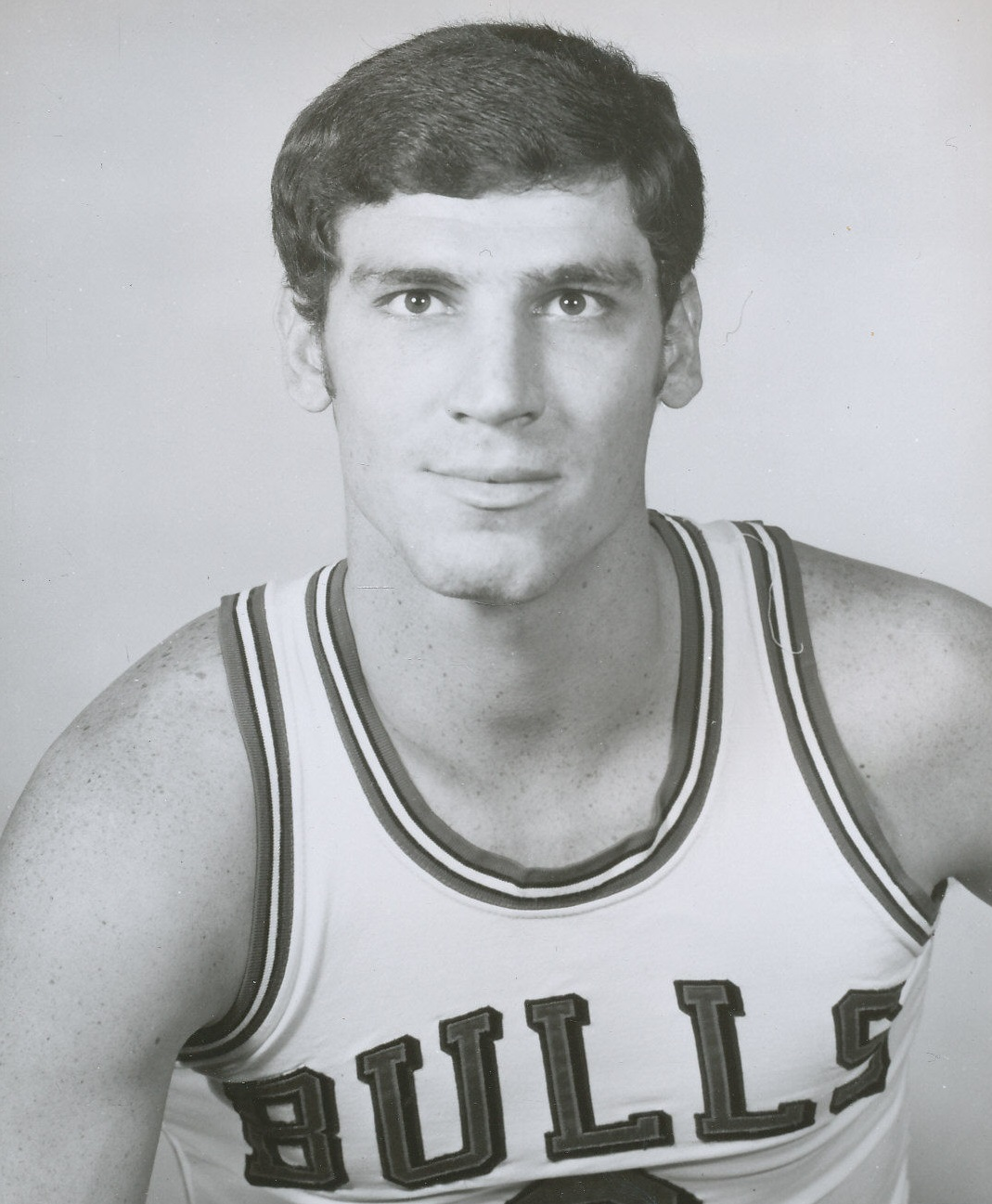
Боб Кауфман

- Богачик, Сергей Анатольевич (76) — советский и украинский футболист и тренер («Динамо» Киев)[58].
- Гаваи Р. С. (86) — индийский государственный деятель, губернатор Бихара (2006—2008) и Кералы (2008—2011)[59].
- Кауффман, Боб (69) — американский баскетболист и тренер, участник матчей всех звёзд НБА (1971, 1972, 1973)[60].
- Мессари, Ларби (79) — марокканский государственный деятель, дипломат и историк, министр связи (1998—2000)[61].
- Мустафин, Георгий Аркадьевич (76) — советский театральный актёр и режиссёр-постановщик, заслуженный артист Узбекской ССР[62].
- Попов, Юрий Васильевич (75) — советский и украинский театральный актёр, артист Полтавского областного академического музыкально-драматического театра им. Н. В. Гоголя (с 1963 года), народный артист Украины (2001)[63].
- Рул, Энн (83) — американская писательница[64].
- Филатов, Анатолий Васильевич (80) — советский и российский металлург, генеральный директор Норильского горно-металлургического комбината им. А. П. Завенягина (1988—1996), депутат Совета Федерации от Красноярского края (1993—1996), Герой Социалистического Труда[65].
- Филлипс, Робин (73) — британский актёр[66].

### 24 июля
- Комненич, Милан (74) — сербский политик, поэт и переводчик, министр культуры и информации (2000—?)[67].
- Сальников, Владимир Александрович (67) — российский живописец, видеохудожник, художественный критик, теоретик современного искусства .
- Серени, Марио (87) — итальянский оперный певец[68].
- Степанов, Алексей Михайлович (71) — контр-адмирал Военно-Морского флота Российской Федерации в отставке[69].
- Суханов, Сергей Германович (62) — советский и российский кардиохирург, доктор медицинских наук, профессор, заслуженный врач Российской Федерации, главный врач Федерального центра сердечно-сосудистой хирургии (Пермь)[70].

### 23 июля
- Баум, Уильям Уэйкфилд (88) — американский кардинал, Великий пенитенциарий Римско-католической церкви (1990—2001)[71].
- Вагин, Сергей Тимофеевич (91) — участник Великой Отечественной войны, командир эскадрильи 175-го гвардейского штурмового авиационного полка 11-й гвардейской штурмовой авиационной дивизии 16-й воздушной армии 1-го Белорусского фронта, Герой Советского Союза (1946), полковник в отставке[72].
- Гаранча, Анита (66) — советская и латвийская певица и педагог по вокалу, мать певицы Элины Гаранча[73].
- Калинкин, Михаил Васильевич (70) — советский киноактёр («Взорванный ад», «Красные колокола. Фильм 2. Я видел рождение нового мира»)[74].
- Махмадшоев, Ислом Иззатуллоевич (35) — таджикский спортивный деятель, генеральный секретарь Федерации футбола Таджикистана, комиссар АФК и ФИФА[75].
- Раэйси, Расул (90) — иранский тяжелоатлет, бронзовый призёр чемпионата мира в Схевенингене (1949)[76].
- Сасаторниль, Хосе (89) — испанский актёр[77].
- Теплов, Вячеслав Иванович (54) — российский актёр, выступавший на сцене Вологодского театра юного зрителя, заслуженный артист России (2005)[78].
- Уайт, Джеймс (67) — американский сценарист («Рэй»)[79].
- Харковец, Андрей Михайлович (52) — белорусский государственный деятель, министр финансов Республики Беларусь (2008—2014)[80] Архивная копия от 8 августа 2015 на Wayback Machine.
- Харрис, Роберт (85) — американский актёр[81][82].

### 22 июля

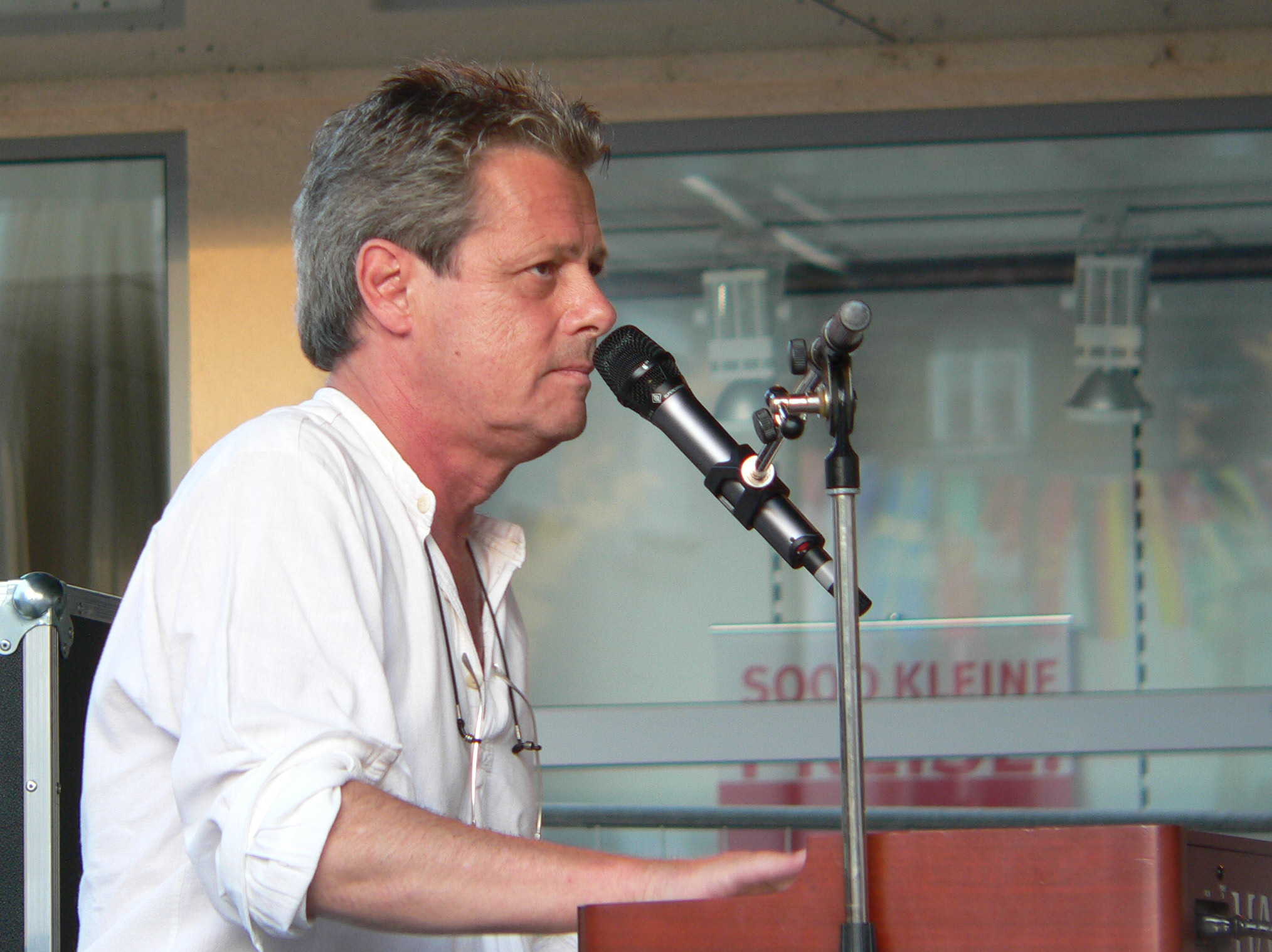
Эдди Хардин

- Авенян, Владимир Амбарцумович (73) — советский и российский ученый-оборонщик, публицист, изобретатель, почётный гражданин города Дзержинска, лауреат Ленинской премии и Государственной премии РФ имени Г. К. Жукова[83].
- Бежевец, Александр Саввич (86) — советский лётчик-испытатель, Герой Советского Союза (1975), заслуженный лётчик-испытатель СССР (1971), генерал-майор авиации (1978)[84].
- Дарон, Норвуд (49) — американский кантри-певец; (тело найдено в этот день)[85].
- Железняков, Юрий Николаевич (70) — советский и российский тренер по судомодельному спорту, заслуженный тренер России[86].
- Зуев, Сергей Владимирович (49) — советский и российский актёр, театральный режиссёр[87].
- Макеев, Алексей Кузьмич[значимость?] — советский и российский писатель и журналист, шеф-редактор программы «В мире животных»[88].
- Марионно, Бернар (81) — французский предприниматель, основатель парфюмерно-косметической сети Marionnaud[89].
- Мустаева, Фарида Хашимовна (61) — советская и российская балерина и балетмейстер, солистка и педагог-репетитор Башкирского театра оперы и балета, дочь танцовщика и балетмейстера Хашима Мустаева[90].
- Олхайе, Робле (71) — джибутийский дипломат, посол Джибути в США и постоянный представитель в ООН (с 1988), дуайен дипломатического корпуса[91].
- Пари, Наташа (84) — французская актриса, жена Питера Брука[92].
- Плеханов, Александр Николаевич (83) — советский государственный и партийный деятель, первый секретарь Курганского обкома КПСС (1985—1990)[93].
- Хардин,Эдди (66) — американский музыкант (The Spencer Davis Group)[94].
- Шилова, Мария Ивановна (82) — советский и российский педагог, член-корреспондент РАО (1996)[95].
- Эбберс, Данни (41) — нидерландский дзюдоист, бронзовый призёр чемпионата Европы в Бирмингеме (1995)[96].

### 21 июля

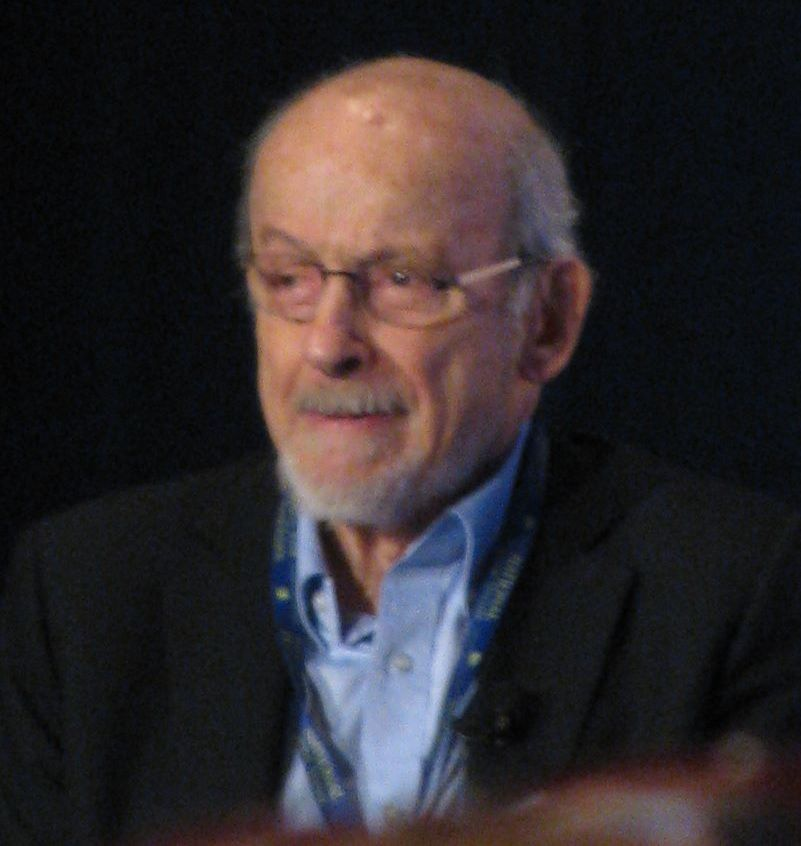
Эдгар Доктороу

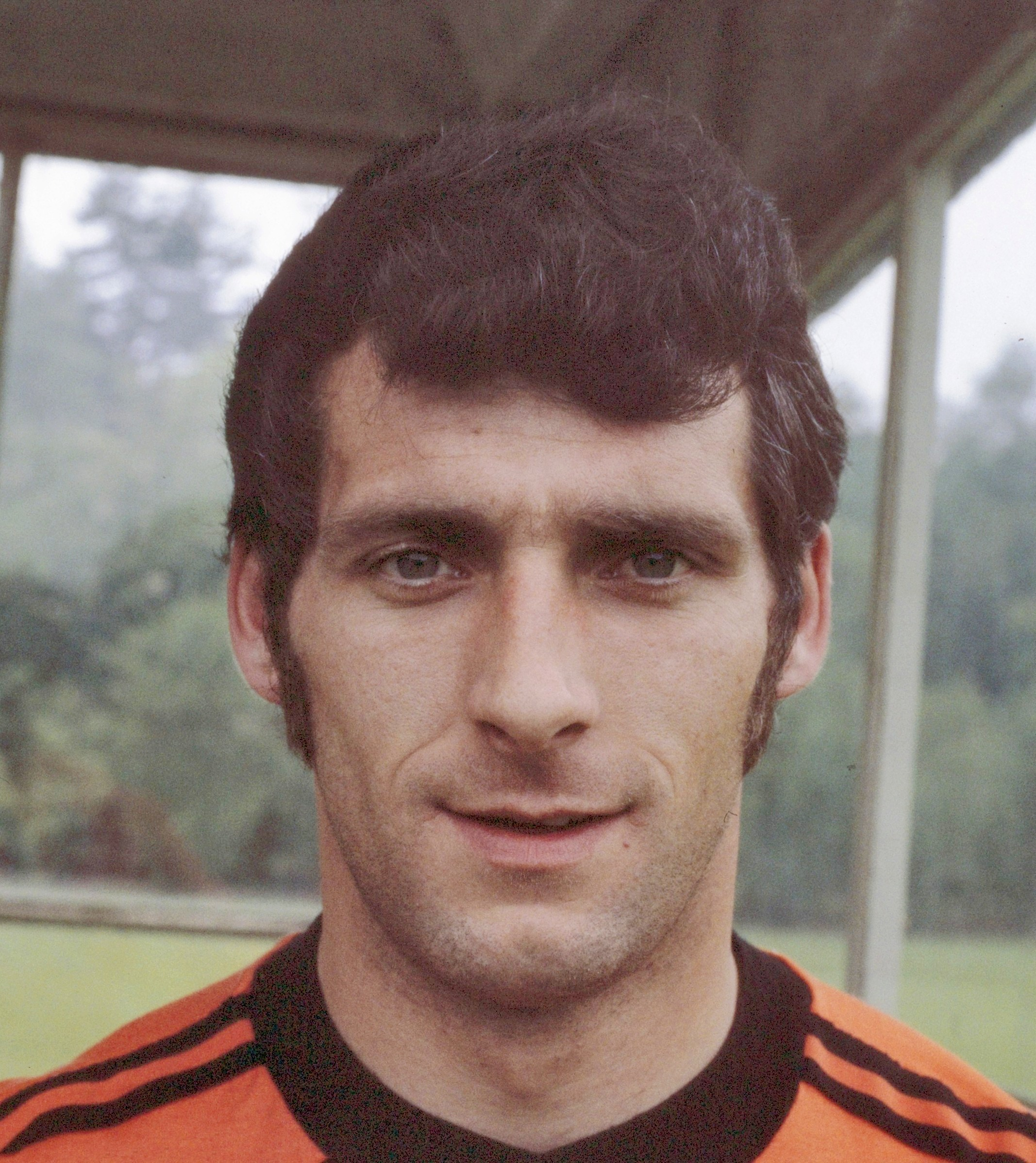
Дик Наннинга

- Бегун, Сергей Михайлович (68) — белорусский шахматист, мастер спорта СССР, заслуженный тренер Республики Беларусь[97].
- Бикель, Теодор (91) — американский певец и актёр австрийского происхождения, исполнитель еврейских песен[98].
- Бруберг, Роберт (75) — шведский певец и композитор[99].
- Буланин, Михаил Олегович (84) — советский и российский физик, доктор физико-математических наук, заведующий кафедрой молекулярной спектроскопии (1969—1993), профессор физического факультета (с 1969) С.-Петербургского государственного университета, заслуженный деятель науки Российской Федерации (1999)[100].
- Бхаттачариа, Сушил (90) — индийский футболист и тренер[101].
- Дикинсон, Уильям (83) — американский геолог, сооснователь метода Газзи-Дикинсона, лауреат медали Пенроуза (1991)[102].
- Доктороу, Эдгар Лоуренс (84) — американский писатель («Рэгтайм»); рак лёгких[103].
- Земсков, Виктор Николаевич (69) — российский историк, доктор исторических наук, главный научный сотрудник Института российской истории РАН[104].
- Зыков, Юрий Григорьевич (67) — советский и российский журналист, поэт, бард, заслуженный работник культуры Российской Федерации[105].
- Конде, Луис (80) — бразильский государственный деятель, мэр Рио-де-Жанейро (1997—2001)[106].
- Лоу, Джастин (32) — американский музыкант, гитарист группы After the Burial[107].
- Наннинга, Дик (66) — нидерландский футболист, серебряный призёр чемпионата мира (1978)[108].
- Омельянович, Сергей Леонидович (37) — украинский футболист («Шарлеруа»)[109].
- Рыков, Валентин Павлович (89) — старший уполномоченный Балтийской группы Государственной приёмки кораблей Военно-Морского Флота СССР, капитан 1-го ранга, Герой Социалистического Труда (1984)[110].
- Фримен, Пол (79) — американский дирижёр, создатель, руководитель и дирижёр оркестра Chicago Sinfonietta[англ.][111].

### 20 июля

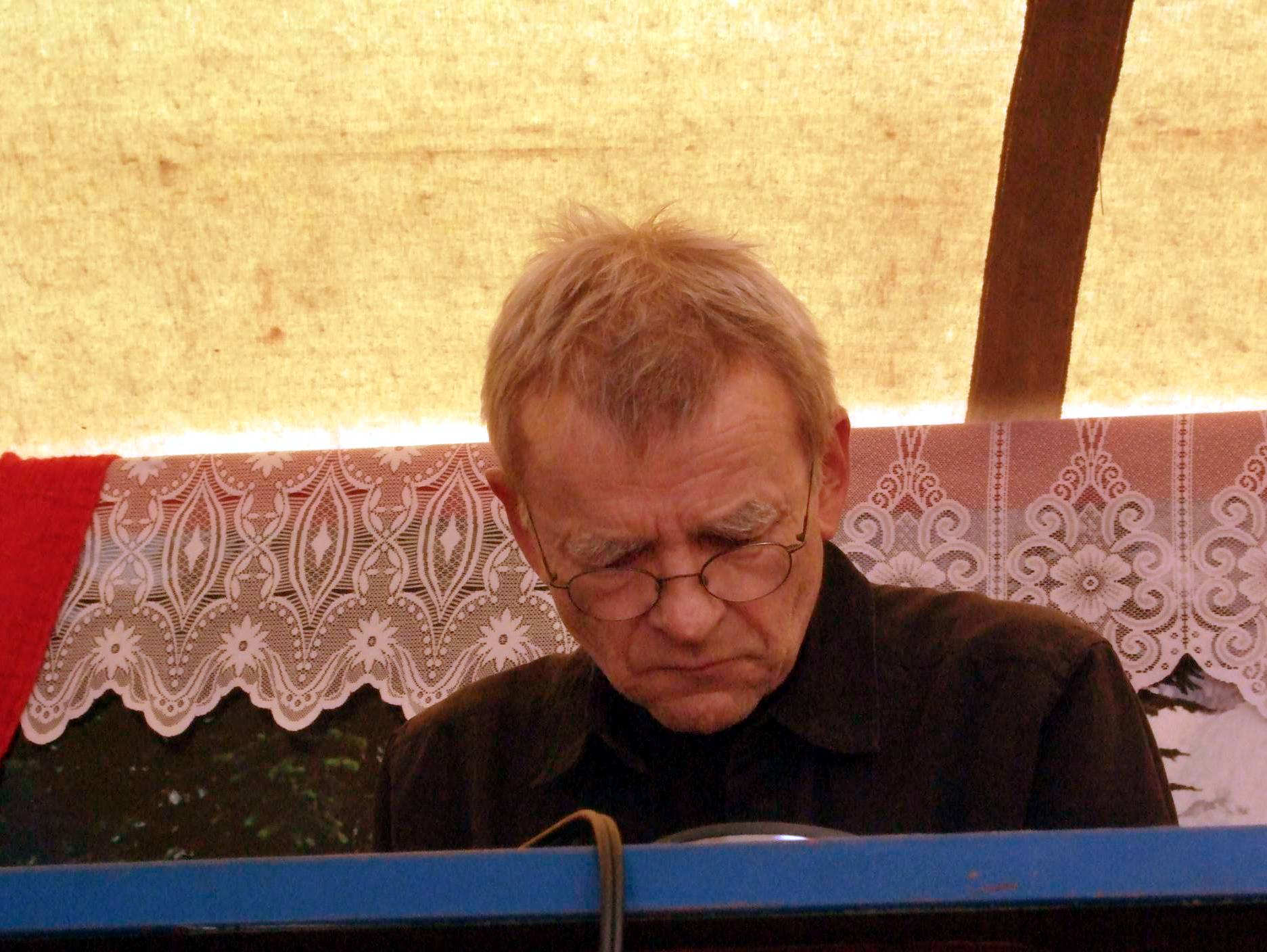
Дитер Мёбиус

- Ананьич, Борис Васильевич (84) — советский и российский историк, академик Российской академии наук (1994), главный научный сотрудник Санкт-Петербургского института истории РАН[112].
- Байбурин, Наиль Габдуллович (59) — советский и российский художник, сценограф, драматург и поэт, сын писателя Габдуллы Байбурина[113].
- Бирд,Том (50) — британский актёр («Рыба моей мечты»)[114].
- Карсон, Уэйн (72) — американский автор песен (Always on My Mind)[115].
- Мёбиус, Дитер (71) — немецкий композитор[116].
- Фьоруччи, Элио (80) — итальянский бизнесмен, дизайнер, создатель бренда Fiorucci[англ.][117].

### 19 июля

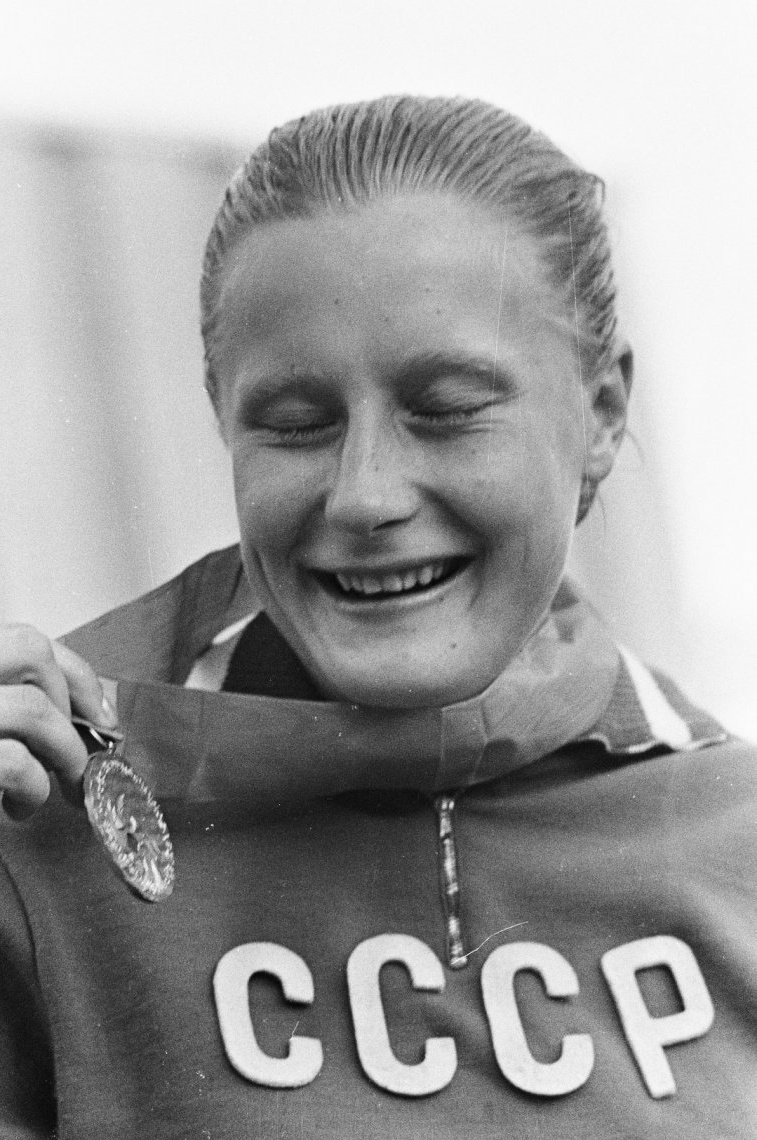
Галина Прозуменщикова

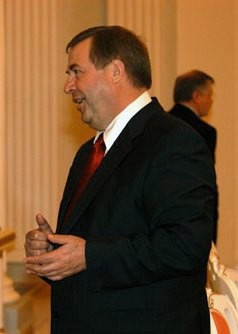
Геннадий Селезнёв

- Белаковский, Олег Маркович (93) — советский спортивный врач, заслуженный врач РСФСР, полковник медицинской службы в отставке[118].
- Бухтояров, Олег Иванович (70) — советский и российский учёный и организатор высшей школы, доктор химических наук, профессор, ректор Курганского государственного университета (2002—2012), заслуженный работник высшей школы Российской Федерации (2000)[119].
- Ван Александр (100) — американский композитор, лауреат премии «Эмми»[120].
- Гринберг, Джош (28)[значимость?] — американский предприниматель, сооснователь Grooveshark[121].
- Кекко, Аль (89) — американский актёр[122].
- Кук, Дуглас (56) — американский сценарист («Скала», «Преступник»)[123].
- Луцевич, Олег Викентьевич (91) — советский и белорусский художник-график[124].
- Полет, Сибрен (91) —нидерландский поэт, прозаик, переводчик[125].
- Прозуменщикова, Галина Николаевна (66) — советская пловчиха, олимпийская чемпионка по плаванию Олимпийских игр в Токио (1964), двукратный серебряный и бронзовый призёр летних Олимпийских игр в Мехико (1968) и в Мюнхене (1972)[126].
- Равоса, Кармино (85) — американский композитор, поэт-песенник, певец, пианист, продюсер, режиссёр и музыкальный историк[127].
- Родригес Нету (65) — бразильский футболист[128].
- Селезнёв, Геннадий Николаевич (67) — советский и российский государственный деятель, председатель Государственной думы Российской Федерации второго и третьего созывов (1996—2003)[129].
- Смит, Милдред (94) — американская актриса («Выхода нет»)[130].
- Снитил, Вацлав (87) — чешский скрипач и музыкальный педагог[131].
- Цвелёв, Николай Николаевич (90) — советский и российский ботаник, главный научный сотрудник Ботанического института им. В. Л. Комарова РАН, член-корреспондент РАН (2000)[132].

### 18 июля

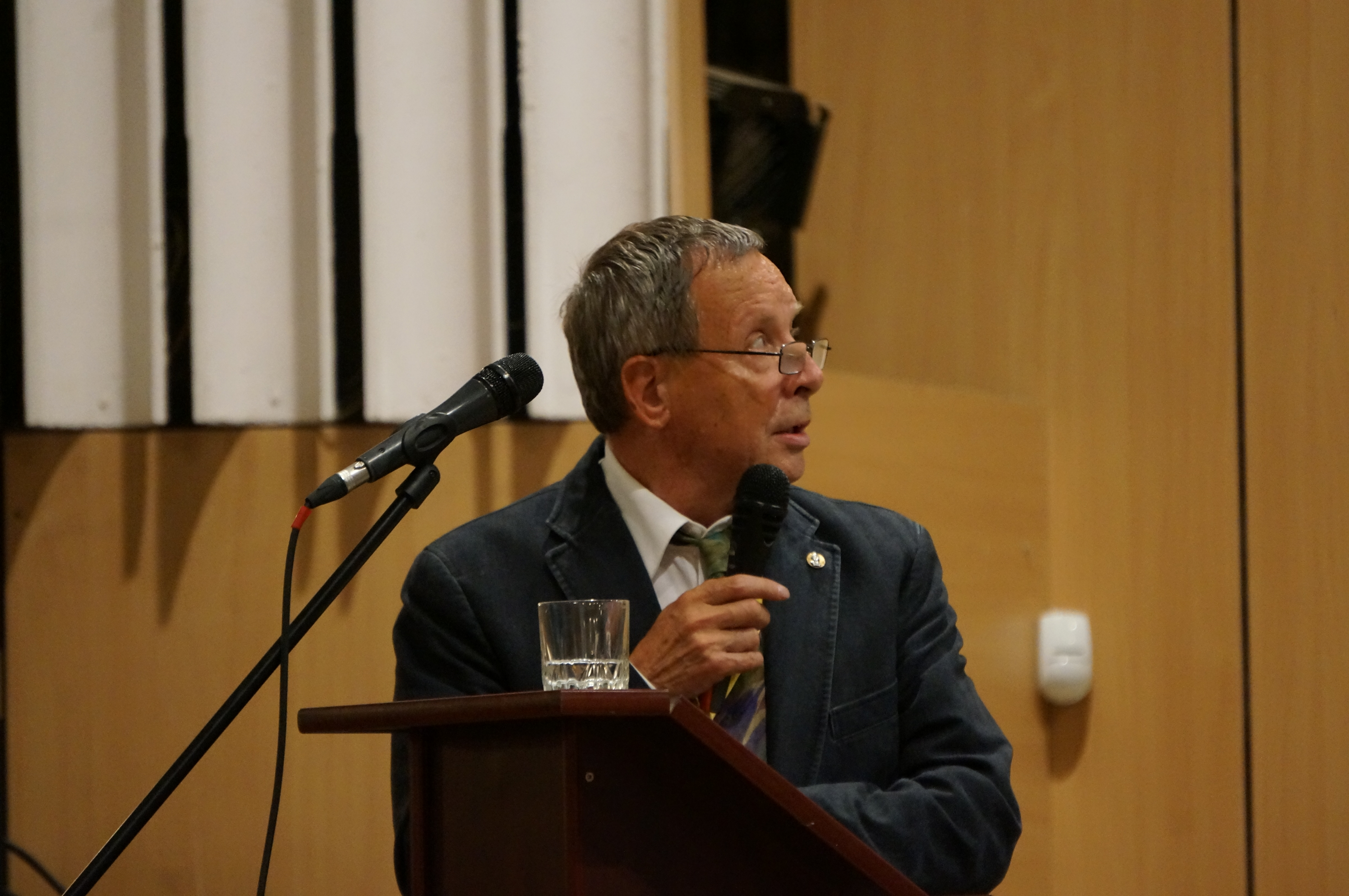
Юрий Гамалей

- Арташонов, Игорь Геннадьевич (51) — российский актёр; тромб[133].
- Буи, Бадди (74) — американский поэт-песенник[134].
- Ван Фучжоу (80) — китайский альпинист, один из первовосходителей на Шишабангму (1964)[135]
- Вихалемм, Рейн (76) — эстонский философ, профессор Тартуского университета[136].
- Гамалей, Юрий Владимирович (75) — советский и российский биолог, физиолог растений, ботаник, член-корреспондент РАН (1994), лауреат Премии имени К. А. Тимирязева (2010)[132].
- Кабиров, Роман Фёдорович (63) — советский и российский баскетбольный тренер и педагог, главный тренер клуба «Металлург-Университет» (с 1989 года), профессор, заслуженный работник физической культуры Российской Федерации (1996), заслуженный тренер России (1998)[137].
- Кинкайд-Смит, Присцилла — южноафриканский медицинский исследователь, доказавшая связь фенацетин-содержащих анальгетических препаратов и рака почки[138].
- Коу, Джордж (86) — американский актёр и режиссёр[139].
- Алекс Рокко (79) — американский актёр, исполнитель роли Мо Грина в фильме «Крёстный отец», лауреат премии «Эмми»[140].

### 17 июля

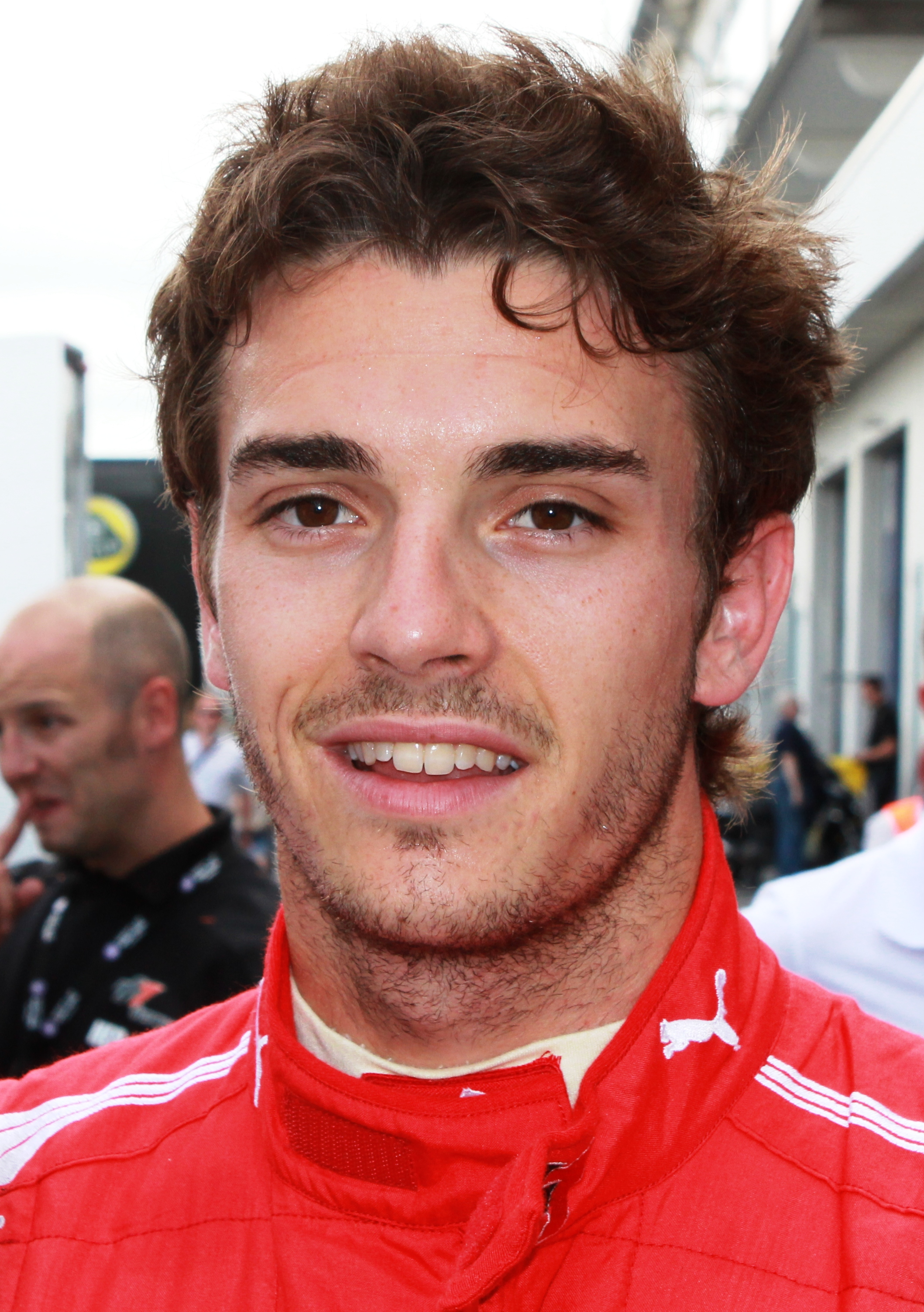
Жюль Бьянки

- Абрамов, Геннадий Михайлович (76) — российский артист балета, хореограф и педагог[141].
- Ампатуан, Андаль (74) — филиппинский государственный деятель, губернатор провинции Магинданао (2001—2009), подозревемый в организации резни в Магинданао[142].
- Бьянки, Жюль (25) — французский автогонщик, пилот команды Формулы-1 Marussia; последствия травмы[143].
- Ван Беккум, Дик (89) — нидерландский радиобиолог, член Нидерландской королевской академии наук (1973)[144].
- Гиббонс, Джон (86) — американский физик[145].
- Мостославский, Джон Григорьевич (73) — российский коллекционер, создатель первого в постсоветской России частного музея «Музыка и время» в городе Ярославле[146].
- Пилбим, Нова (95) — британская актриса[147].
- Тейлор, Джон[англ.] (72) — британский джазовый пианист[148].
- Юркова, Александра Илларионовна (62) — российский театральный деятель, директор Омского государственного драматического «Пятого театра», заслуженный работник культуры Российской Федерации[149].

### 16 июля

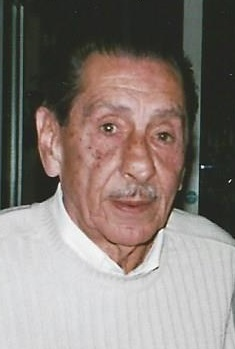
Альсидес Эдгардо Гиджа

- Бёрнс, Майкл (68) — американский банкир, директор Постоянного фонда Аляски (2014—2015)[150].
- Гиджа, Альсидес Эдгардо (88) — уругвайский и итальянский футболист, нападающий сборной Уругвая и сборной Италии, чемпион мира (1950), автор победного гола на Мараканасо[151]..
- Гуди, Джек (95) — британский антрополог и социолог[152].
- Зыятдинов, Камиль Шагарович (64) — российский государственный деятель и организатор высшей школы, министр здравоохранения Республики Татарстан (1994—2007), ректор Казанской государственной медицинской академии, заслуженный врач Российской Федерации (2000)[153].
- Лакутюр, Жан (94) — французский историк и писатель[154].
- Лезжов, Иван Иванович (91) — участник Великой Отечественной войны, Герой Советского Союза (1945)[155].
- Мужухоев, Макшарип Багаутдинович (72)[значимость?] — советский и российский этнограф, директор Ингушского НИИ гуманитарных наук им. Чаха Ахриева (1994—1997), доктор исторических наук, заслуженный деятель науки Чечено-Ингушской АССР[156].
- Савела, Вейкко (96) — финский политик, министр транспорта и общественных работ (1962—1963)[157].
- Татевян, Сурия Керимовна (78) — советский российский учёный астрономо-геодезист, ведущий научный сотрудник Института астрономии РАН, доктор технических наук[158].
- Холл, Брайан (68) — английский футболист («Ливерпуль»), двукратный чемпион Англии (1973, 1976)[159].
- Шведов, Олег Юрьевич (41) — российский исследователь в области теоретической и математической физики[160].

### 15 июля

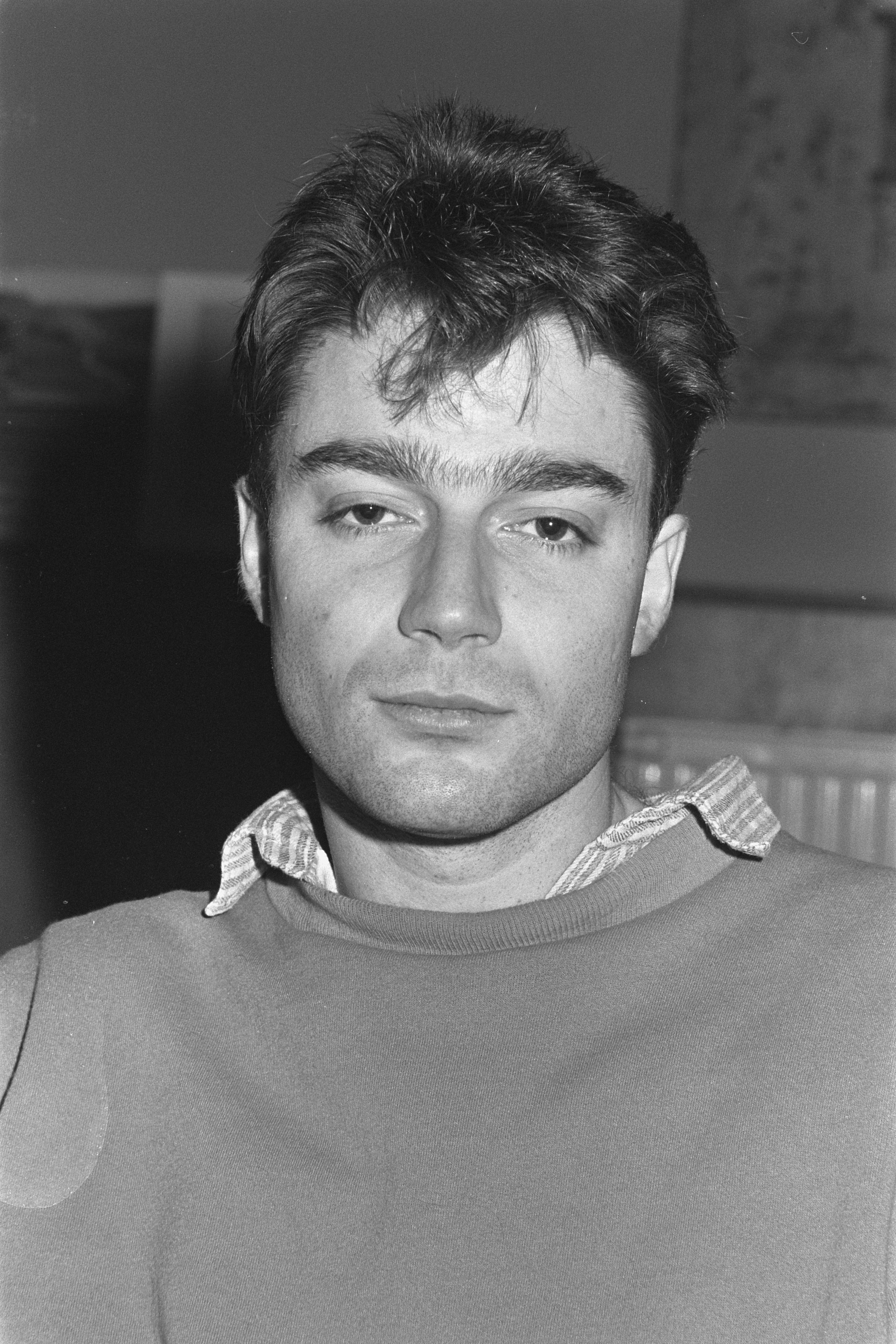
Роги Виг

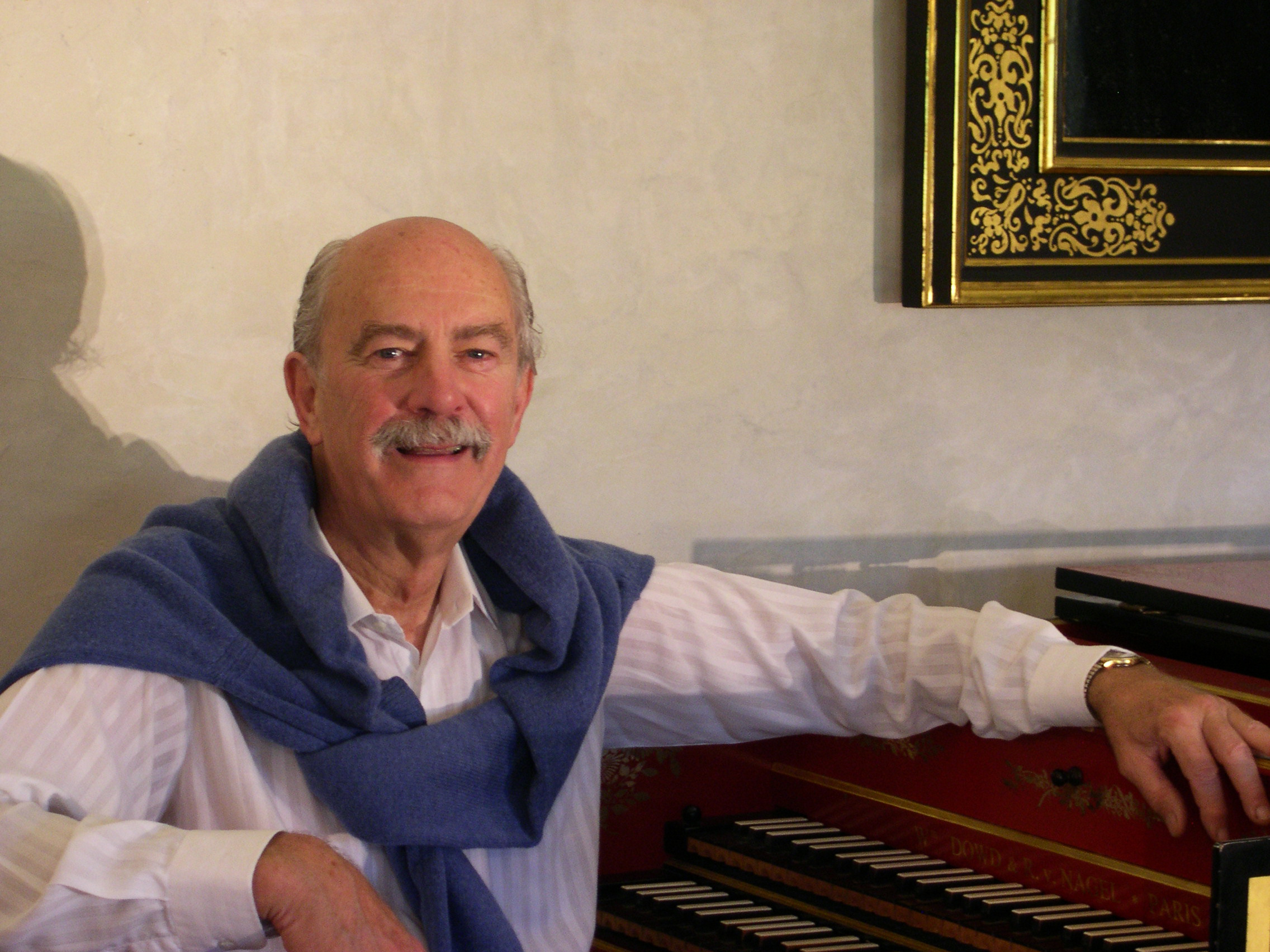
Алан Кертис

- Аоки, Масахико (77) — японский экономист[161].
- Бурый, Валентин Дмитриевич (65) — украинский актёр Сумского театра для детей и юношества, народный артист Украины (2013)[162].
- Вань Ли (98) — китайский государственный деятель, председатель Постоянного комитета Всекитайского собрания народных представителей (1988—1993)[163].
- Вендорф, Фред (90) — американский археолог, член Национальной академии наук США[164].
- Виг, Роги (52) — нидерландский поэт и прозаик[165].
- Друщиц, Сергей Александрович (74) — советский и белорусский архитектор и реставратор[166] Архивная копия от 30 июля 2015 на Wayback Machine.
- Кейзер, Филипп (93) — австралийский гребец академического стиля, бронзовый призёр летних Олимпийских игр в Хельсинки (1952)[167].
- Кертис, Алан (80) — американский клавесинист и дирижёр[168].
- Моррис, Обри (89) — британский актёр («Заводной апельсин»)[169].
- Нарожный, Игорь Владимирович (44)[значимость?] — российский актёр, артист Белгородского государственного академического драматического театра им. М. С. Щепкина (с 1993 года)[170].
- Рамазанов, Юлай  Нажипович (49)[значимость?] — российский спортивный комментатор и бизнесмен[171].
- Рамани, Шейла[англ.] (83) — индийская киноактриса[172].
- Розга, Лешек (91) — польский художник-график[173].
- Рэмси, Ховард (97) — американский музыкант[174].
- Сабирова, Дания Киямовна (71) — советский и российский историк и политолог, профессор кафедры истории и связей с общественностью Казанского национального исследовательского технического университета им. А. Н. Туполева, доктор исторических наук, заслуженный работник высшей школы Российской Федерации (2012)[175].
- Савостин, Николай Сергеевич (89) — советский и молдавский писатель, заслуженный деятель искусств Республики Молдова[176].
- Цивилёва, Лидия Анатольевна (65) — советская и российская актриса Академического театра драмы им. В. Савина, заслуженная артистка России (2001)[177].

### 14 июля

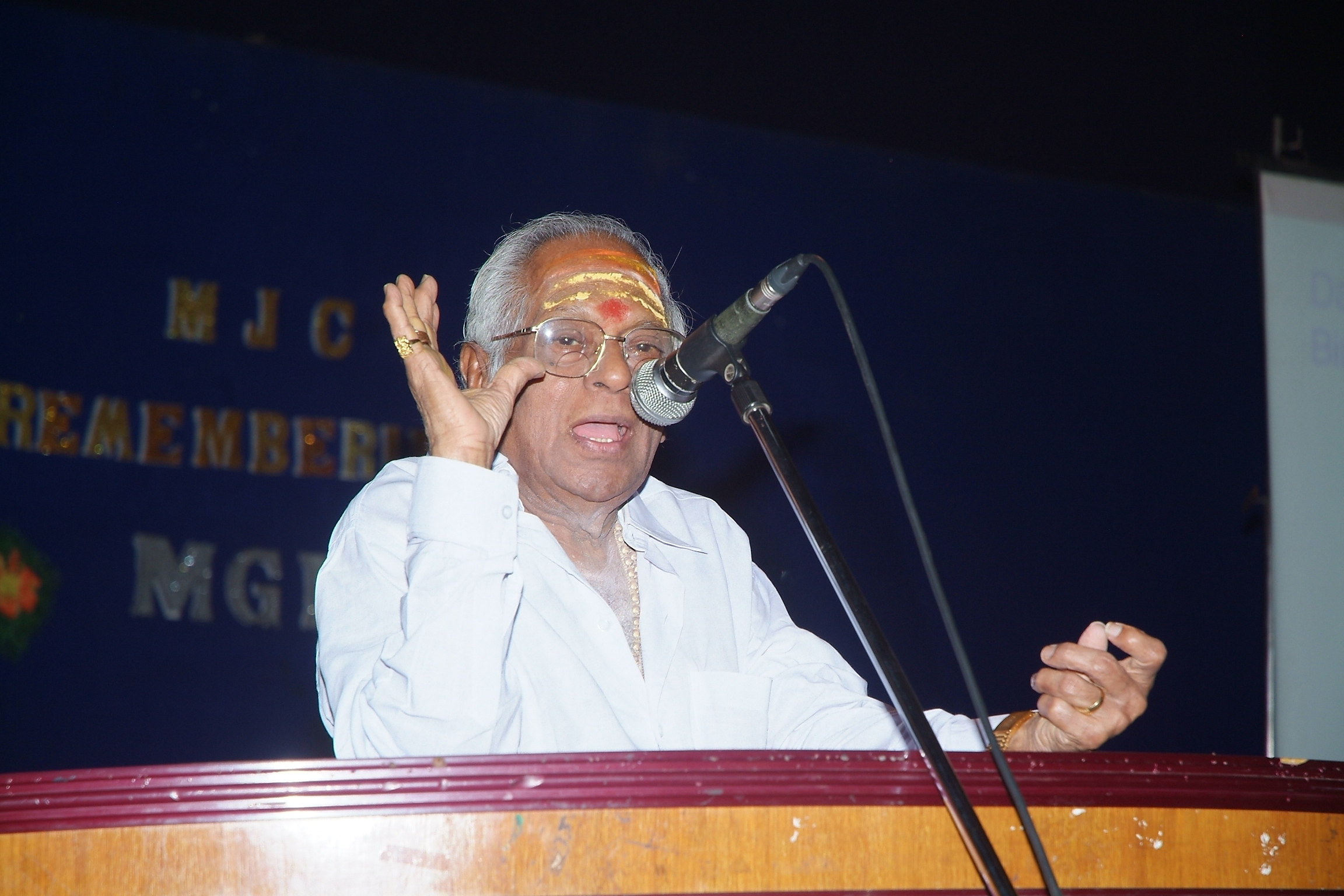
Вишванатан М. С.

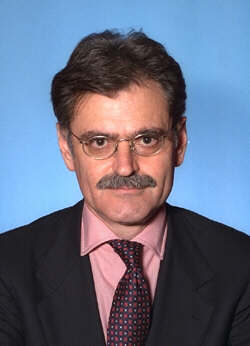
Виллер Бордон

- Вишванатан М. С. (87) — индийский композитор[178] Архивная копия от 23 декабря 2019 на Wayback Machine.
- Белоцерковский, Олег Михайлович (89) — советский и российский математик и механик, академик РАН (1991; академик АН СССР с 1979), ректор МФТИ (1962—1987), лауреат Ленинской премии (1966)[179].
- Бордон, Виллер (66) — итальянский бизнесмен и государственный деятель, министр общественных работ (1999—2000), министр окружающей среды (2000—2001)[180].
- Гремм, Вольф (73) — немецкий сценарист и режиссёр[181].
- Диксон, Йоханна (64) — нигерийский политик, губернатор штата Тараба (1993—1996)[182].
- Пули, Олаф (101) — британский актёр и писатель[183].
- Соммервилль, Дэвид (81) — американский музыкант, сооснователь и солист The Diamonds[184].
- Смирнов, Герман Алексеевич (77) — советский и российский конструктор ядерных боеприпасов, главный конструктор — первый заместитель директора ФГУП «ВНИИА имени Н. Л. Духова» (с 1997 года), лауреат Государственной премии Российской Федерации (1996) и премии Правительства Российской Федерации  (2012), заслуженный конструктор Российской Федерации (1998)[185].
- Флорин, Григоре (59) — румынский футболист[186].
- Хаджич, Исмет[англ.] (61) — югославский боснийский футболист и тренер, игрок сборной Югославии (1979—1983); рак[187].

### 13 июля
- Зияев, Хамид Зияевич — советский и узбекский историк.

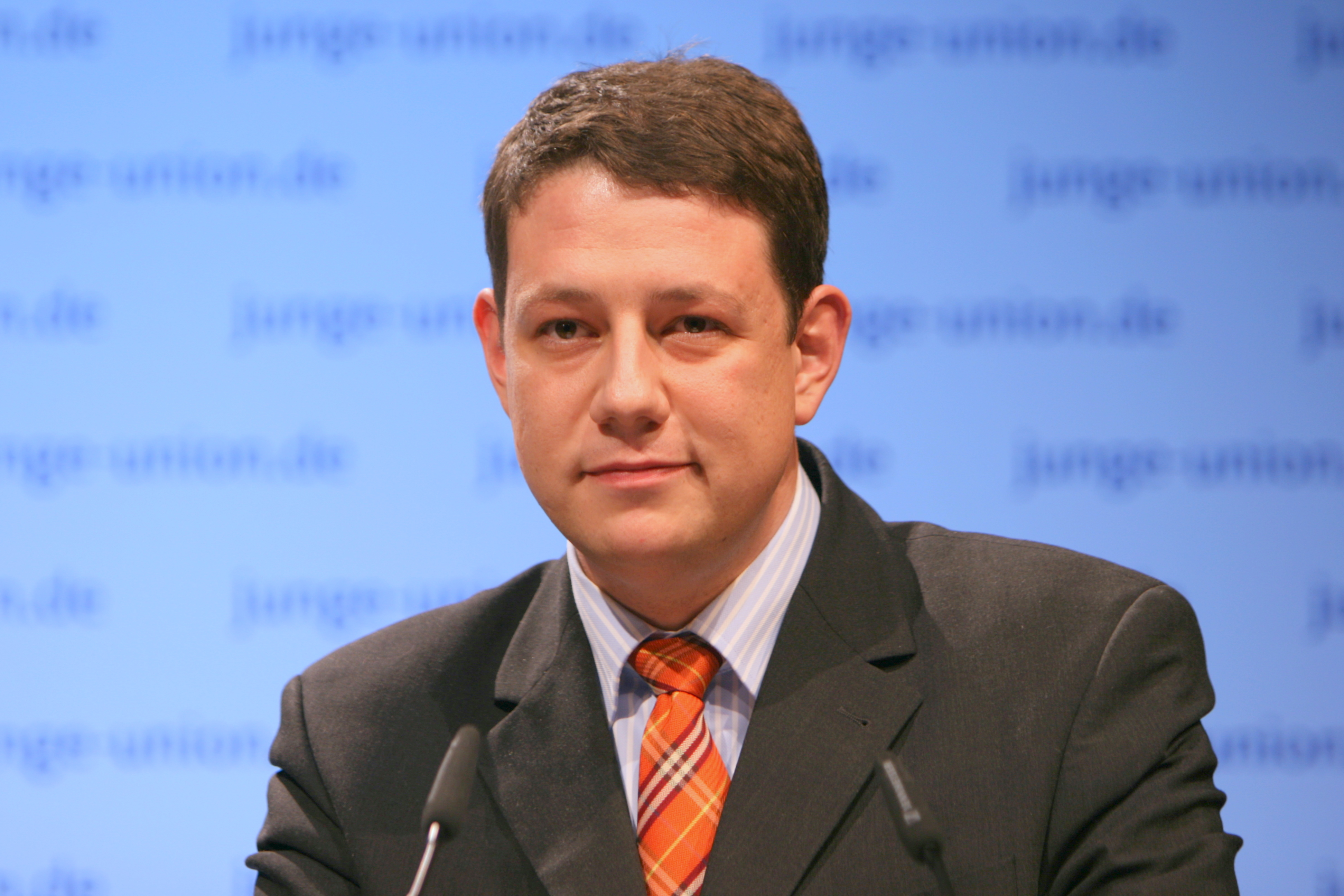
Филипп Мисфельдер

- Мисфельдер, Филипп (35) — немецкий политический деятель, депутат Бундестага (с 2005 года)[188].
- Риксон, Эрик (68) — североирландский музыкант, клавишник Them и Thin Lizzy[189].
- Себастьян, Хуан (64) — мексиканский певец, композитор и актёр[190].
- Уэст, Мартин Личфилд (77) — английский филолог-классик, крупный исследователь древнегреческой литературы и музыки, почётный член оксфордского Колледжа Всех Душ[191] Архивная копия от 17 июля 2015 на Wayback Machine.
- Цверенц, Герхард (90) — немецкий писатель и политический деятель, депутат Бундестага (1994—1998)[192].
- Шварценбергер, Ильдико (63) — венгерская фехтовальщица, чемпионка летних Олимпийских игр в Монреале (1976), трёхкратный призёр Олимпийских игр[193].

### 12 июля

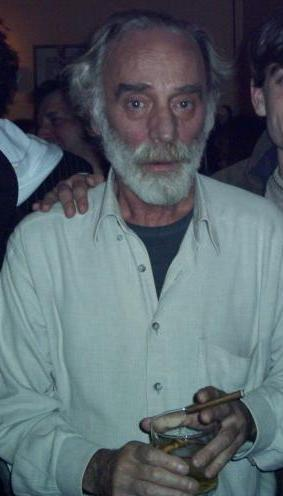
Хавьер Крае

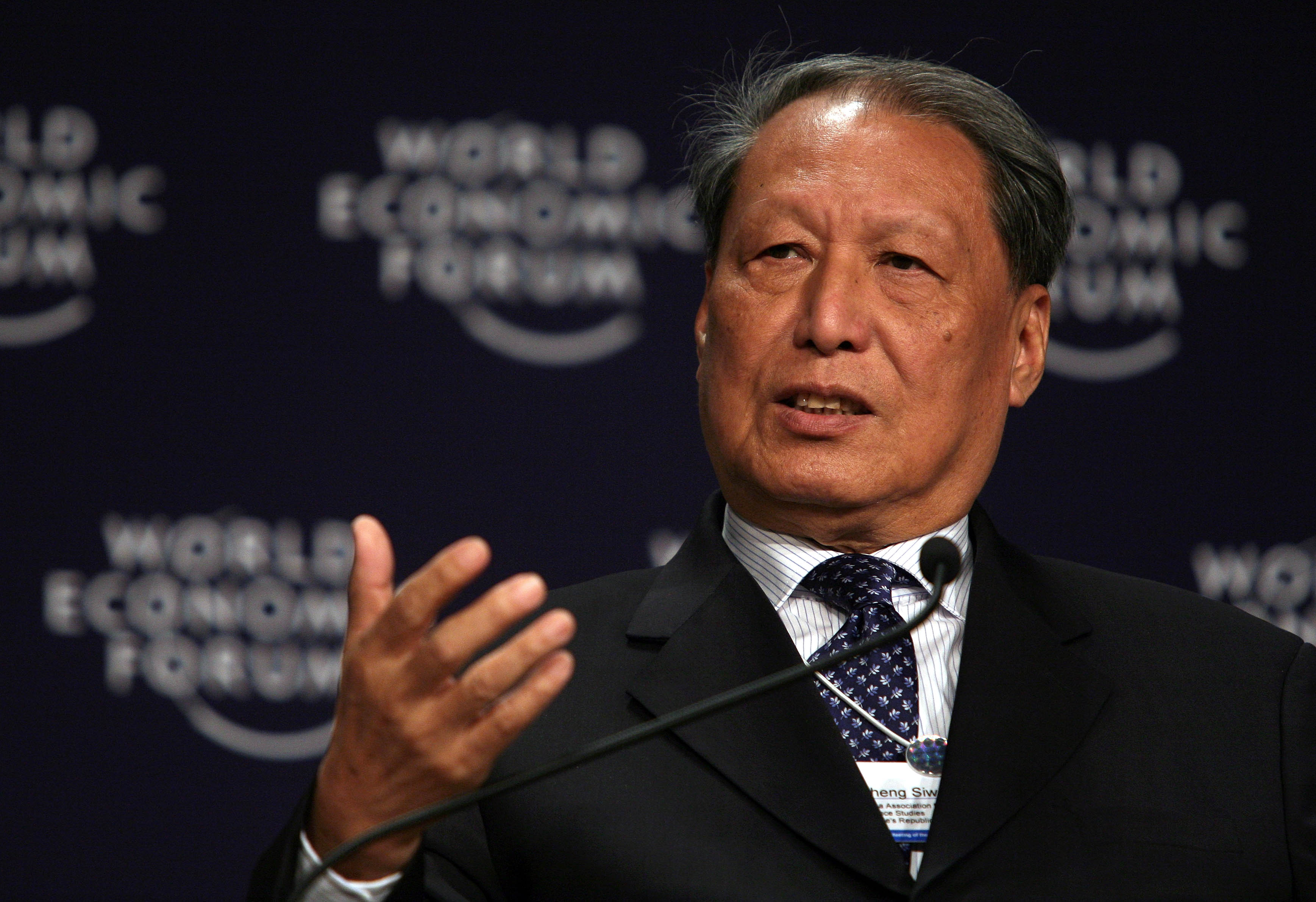
Чэн Сывэй

- Арцибашев, Сергей Николаевич (63) — советский и российский театральный режиссёр, актёр театра и кино, народный артист Российской Федерации (2005); рак[194].
- Бейли, Д’Арми (73) — американский юрист и актёр, основатель Национального музея гражданских прав[195].
- Блохин, Алексей Валентинович (51) — российский певец и автор песен, основатель и солист группы «Ласковый бык»[196].
- Бычков, Алексей Михайлович (87) — советский и российский деятель церкви, доктор богословия, генеральный секретарь Всесоюзного совета евангельских христиан-баптистов (1971—1990)[197].
- Крае, Хавьер (71) — испанский бард[198].
- Милутинович, Милорад (80) — югославский футболист, трёхкратный чемпион Югославии (1960—1961, 1961—1962, 1962—1963)[199].
- Скиннер, Том (61) — американский рок-певец и композитор[200].
- Снитко, Евгений Николаевич (76) — советский и украинский футболист (нападающий) и тренер[201].
- Тензин Делек Ринпоче (65) — тибетский буддийский монах и политзаключённый[202].
- Фролова, Ольга Борисовна (89) — советский и российский учёный-востоковед, арабист, заслуженный деятель науки Российской Федерации[203].
- Хоув, Ченджераи (59) — зимбабвийский писатель, автор произведений на шона и английском языках[204].
- Чернин, Теобальд (79) — чешский аристократ, граф, представитель европейского аристократического рода Черниных[205].
- Чэн Сывэй[англ.] (80) — китайский экономист и политический деятель[206].

### 11 июля

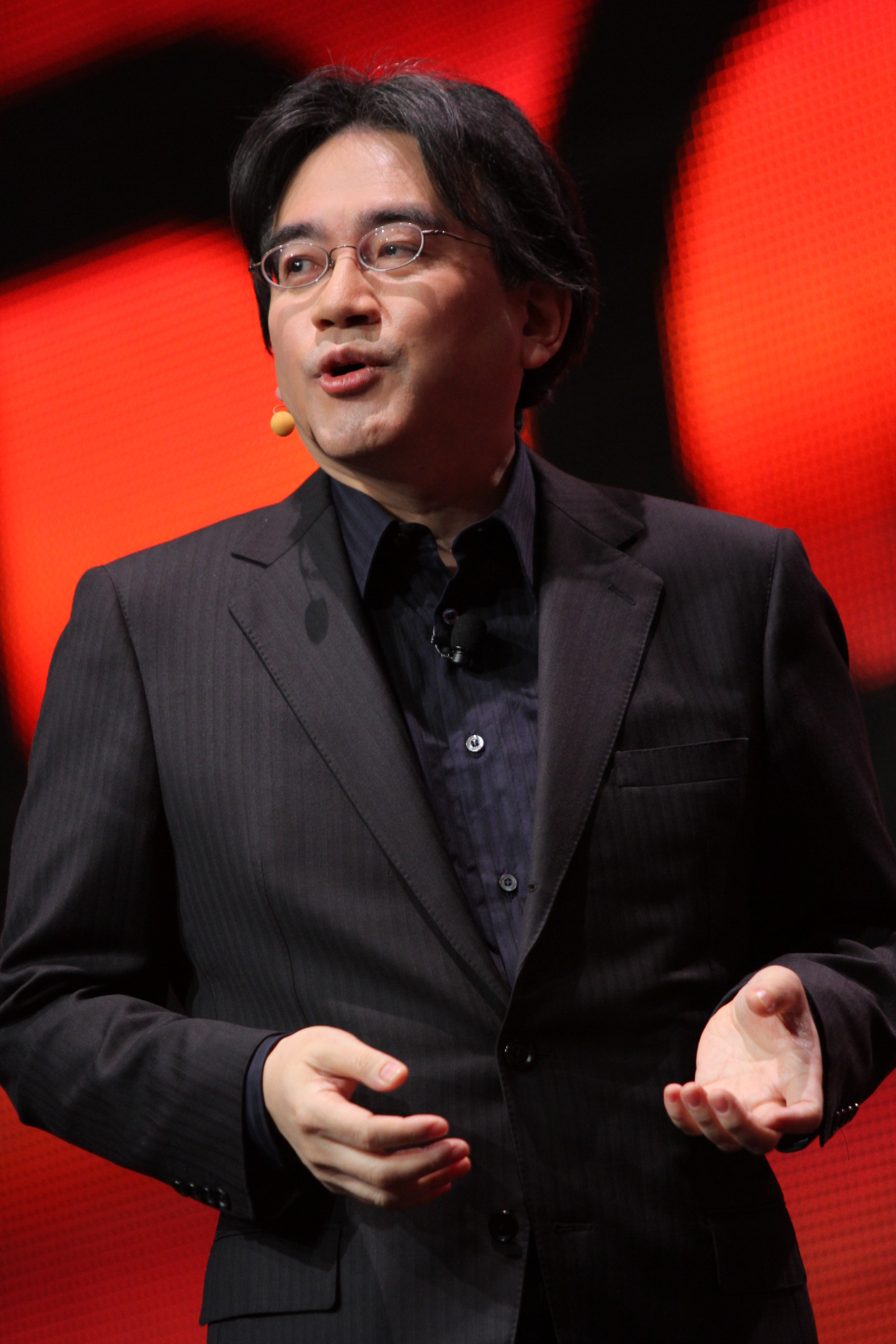
Сатору Ивата

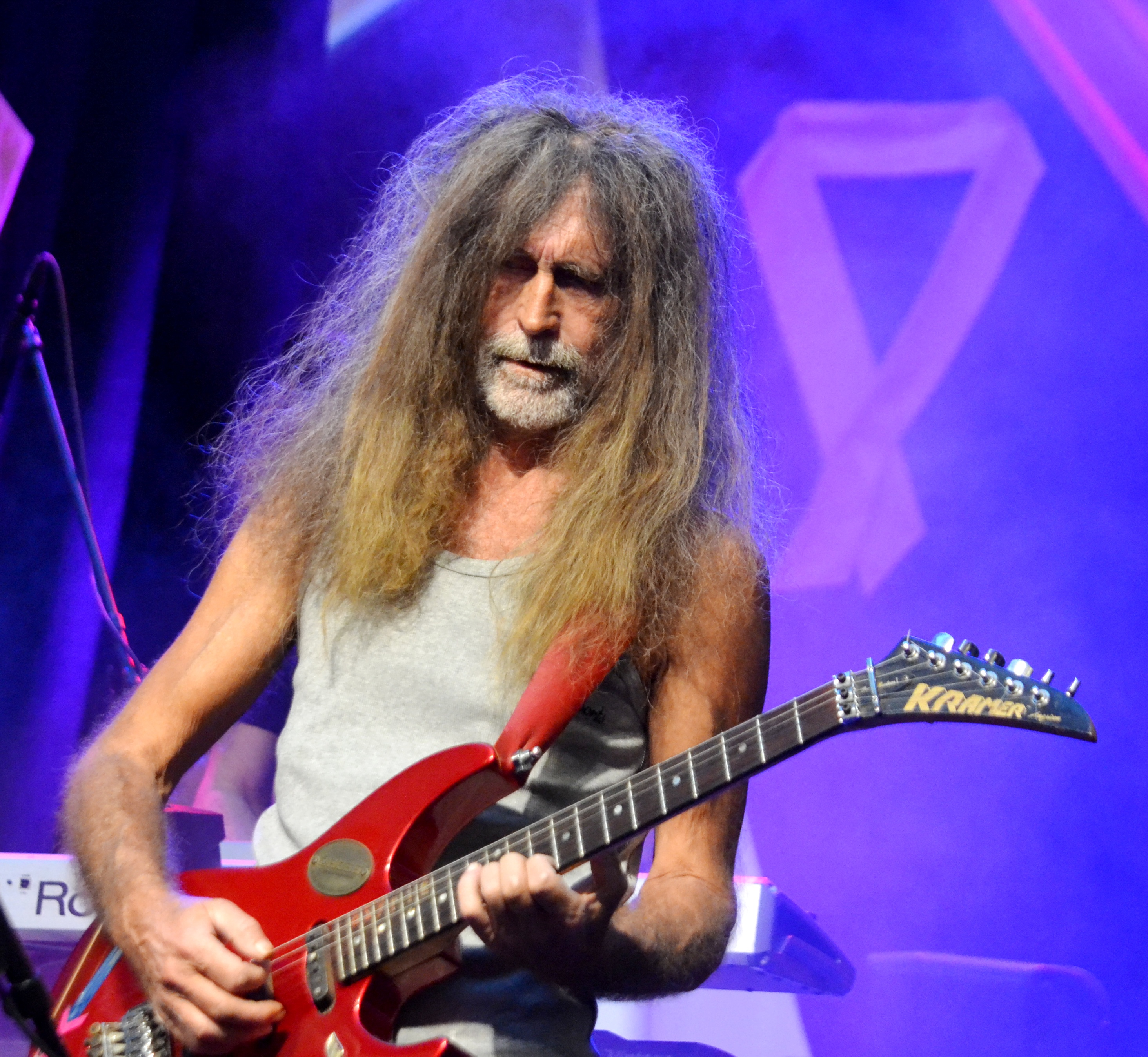
Ота Петржина

- Александр, Клаудия (56) — американский геофизик, участница проекта НАСА по разработке и запуску аппарата Galileo; рак[207].
- Безниско, Евгений Иванович (77) — советский и украинский художник-график, народный художник Украины (2013)[208].
- Биффи, Джакомо (87) — итальянский кардинал, архиепископ Болоньи (1984—2003)[209].
- Зельчюс, Леонардас Александрович (87) — советский и литовский театральный режиссёр, актёр театра и кино, народный артист Литовской ССР (1988)[210].
- Ивата, Сатору (55) — президент и генеральный директор компании Nintendo; рак[211].
- Кроун, Патрисия (69—70) — датский историк, специалист по ранней истории ислама[212].
- Кудрявцева, Людмила Андреевна (73) — советская и российская актриса театра и кино, народная артистка Российской Федерации (1997)[213].
- Петржина, Ота (66) — чешский композитор и гитарист[214].
- Пиччирилли, Томас (50) — американский писатель, лауреат премии Брэма Стокера (2000, 2002, 2003, 2004)[215].
- Силницкий, Франтишек (84) — чешский историк и издатель[216].
- Тамеев, Ильяс Варисович (36) — российский театральный актёр; несчастный случай[217].
- Удович, Боян[укр.] (57) — югославский велогонщик, участник летних Олимпийских игр в Москве (1980)[218].
- Хафиз, Саид (?) — исламский террорист, один из лидеров афганской террористической группировки «Исламское государство»; убит[219].
- Hussein Fatal (38) — американский рэпер[220].

### 10 июля

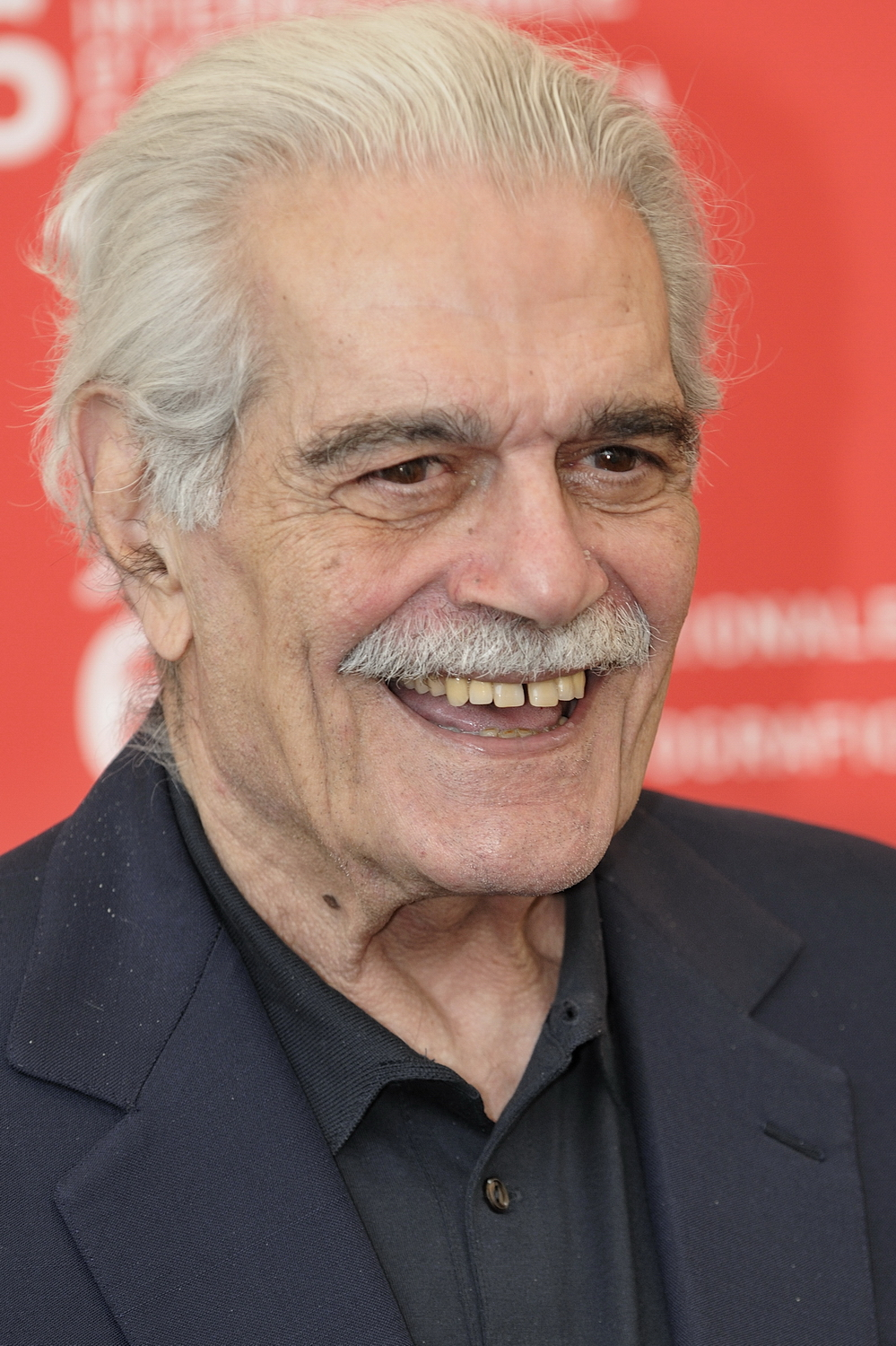
Омар Шариф

- Викерс, Джон (88) — канадский певец, героический тенор[221].
- Загребин, Егор Егорович (78) — советский и российский писатель, прозаик, драматург, публицист, председатель правления Союза писателей Удмуртской Республики (1999—2014), народный писатель Удмуртии (2004), заслуженный работник культуры Российской Федерации (1998)[222].
- Мюррэй, Джимми (82) — шотландский футболист, лучший бомбардир чемпионата страны (1959), член национальной сборной, участник чемпионата мира по футболу (1958)[223].
- Попов, Геннадий Андреевич (74) — советский и российский поэт, председатель правления Орловской областной организации Союза писателей России[224].
- Рис, Роджер (71) — валлийский театральный актёр и режиссёр, лауреат премий Лоренса Оливье (1980) и «Тони» (1982) за пьесу «Жизнь и приключения Николаса Никлби»[225].
- Шариф, Омар (83) — египетский актёр, дважды лауреат премии «Золотой глобус» («Лоуренс Аравийский», «Доктор Живаго»), номинант на премию «Оскар» (1963)[226].

### 9 июля

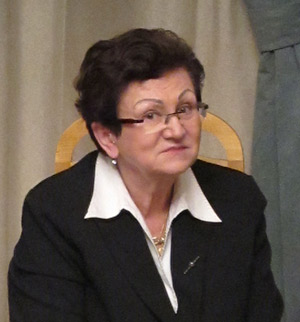
Екатерина Гениева

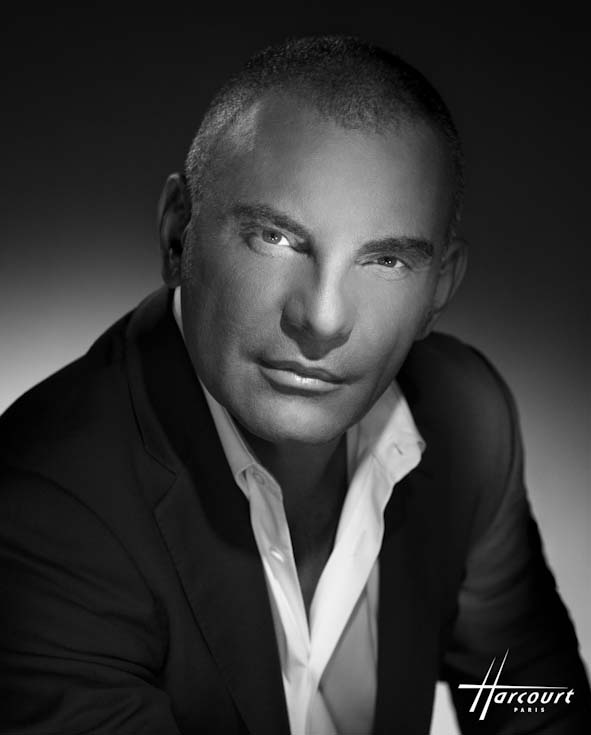
Кристиан Одижье

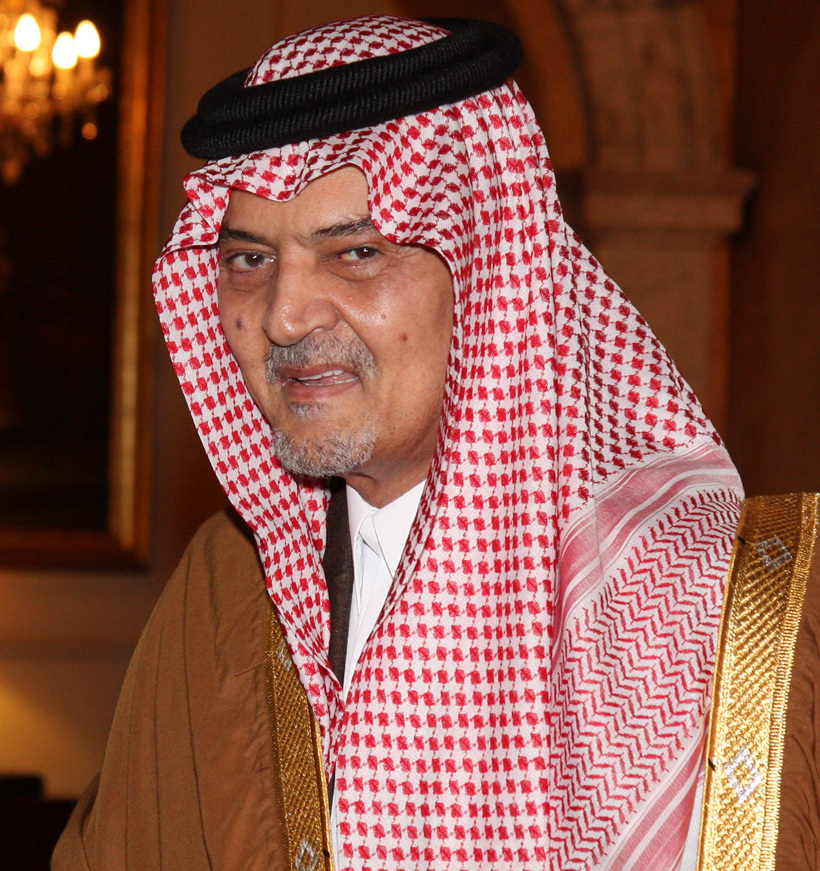
Сауд аль-Фейсал

- Беде, Джим (82) — американский авиаконструктор[227].
- Гебхард, Пол (98) — американский антрополог и сексолог[228].
- Гениева, Екатерина Юрьевна (69) — советский и российский филолог, генеральный директор Всероссийской государственной библиотеки иностранной литературы (с 1993 года)[229].
- Добрунов, Константин Владимирович (56) — советский и украинский театральный режиссёр, главный режиссёр Донецкого академического областного русского драматического театра (c 2000 года)[230].
- Ештокин, Анатолий Андреевич (68) — советский и российский фотожурналист[231].
- Козловский, Валентин Казимирович (59) — советский и российский режиссёр театра и кино («Кадетство», «Дочки-матери», «Папины дочки», «Ранетки», «Кремлёвские курсанты»), актёр[232].
- Кордеро, Пегги (79) — чилийская актриса; сердечная недостаточность[233].
- Массер, Майкл (74) — американский композитор и автор песен, автор песни «Saving All My Love for You», номинант на премию «Оскар» за лучшую песню к фильму «Красное дерево» (1976)[234].
- Одижье, Кристиан (57) — французский модельер и дизайнер[235].
- Пушкин, Сергей Борисович (89) — советский и российский метролог, заслуженный метролог Российской Федерации, праправнук А. С. Пушкина[236].
- Сауд аль-Фейсал (75) — член королевской семьи и государственный деятель Саудовской Аравии, министр иностранных дел (1975—2015)[237].
- Сухоцкий, Тадеуш (87) — польский композитор-песенник, джазовый пианист, аранжировщик и дирижёр[238].
- Хромова, Елена Афанасьевна (89) — советская и российская актриса театра и кино, мастер дубляжа, артистка МХАТ им. М. Горького, заслуженная артистка РСФСР (1959)[239].
- Шахинкая, Тахсин (90) — турецкий военный и политический деятель, командующий военно-воздушными силами Турции (1976—1983), один из лидеров государственного переворота 1980 года в Турции[240].

### 8 июля

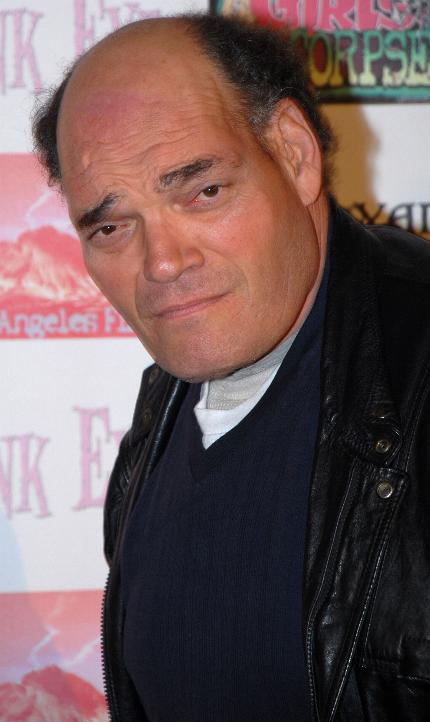
Ирвин Киз

- Евса, Андрей Иванович (88) — советский и украинский писатель, переводчик, журналист.
- Киз, Ирвин (63) — американский актёр[241].
- Котте, Арне[норв.] (80) — норвежский футболист[242] Архивная копия от 9 июля 2015 на Wayback Machine.
- Мессель, Григорий (93) — канадский, затем австралийский физик.
- Молдасанов, Жолсеит (84) — советский казахстанский овцевод, Герой Социалистического Труда (1973), лауреат Государственной премии СССР, депутат Верховного Совета Казахской ССР, член Центральной ревизионной комиссии КПСС[243].
- Николаев, Андрей Анатольевич (42) — украинский хоккеист и тренер, нападающий клуба «Нефтехимик» (1996—2001) и сборной Украины (2003)[244].
- Основиков, Александр Яковлевич (86) — советский и российский композитор, заслуженный деятель искусств Российской Федерации[245].
- Сальников, Георгий Иванович (91) — советский и российский композитор, профессор Московской государственной консерватории им. П. И. Чайковского, заслуженный деятель искусств РСФСР (1983)[246].
- Сориано, Люсита (74) — филиппинская актриса[247].
- Стэблер, Кен (69) — американский игрок в американский футбол[248].
- Тейт, Джеймс (71) — американский поэт, лауреат Пулитцеровской премии (1992)[249].
- Шевлюк, Валерий Николаевич (66) — советский футболист, игрок донецкого «Шахтёра» (1970—1971, 1974—1977), серебряный призёр чемпионата СССР (1975)[250].
- Эрнрот, Казимир (84) — финский предприниматель, председатель совета директоров концерна Nokia (1992‒1999)[251] Архивная копия от 19 декабря 2019 на Wayback Machine.

### 7 июля

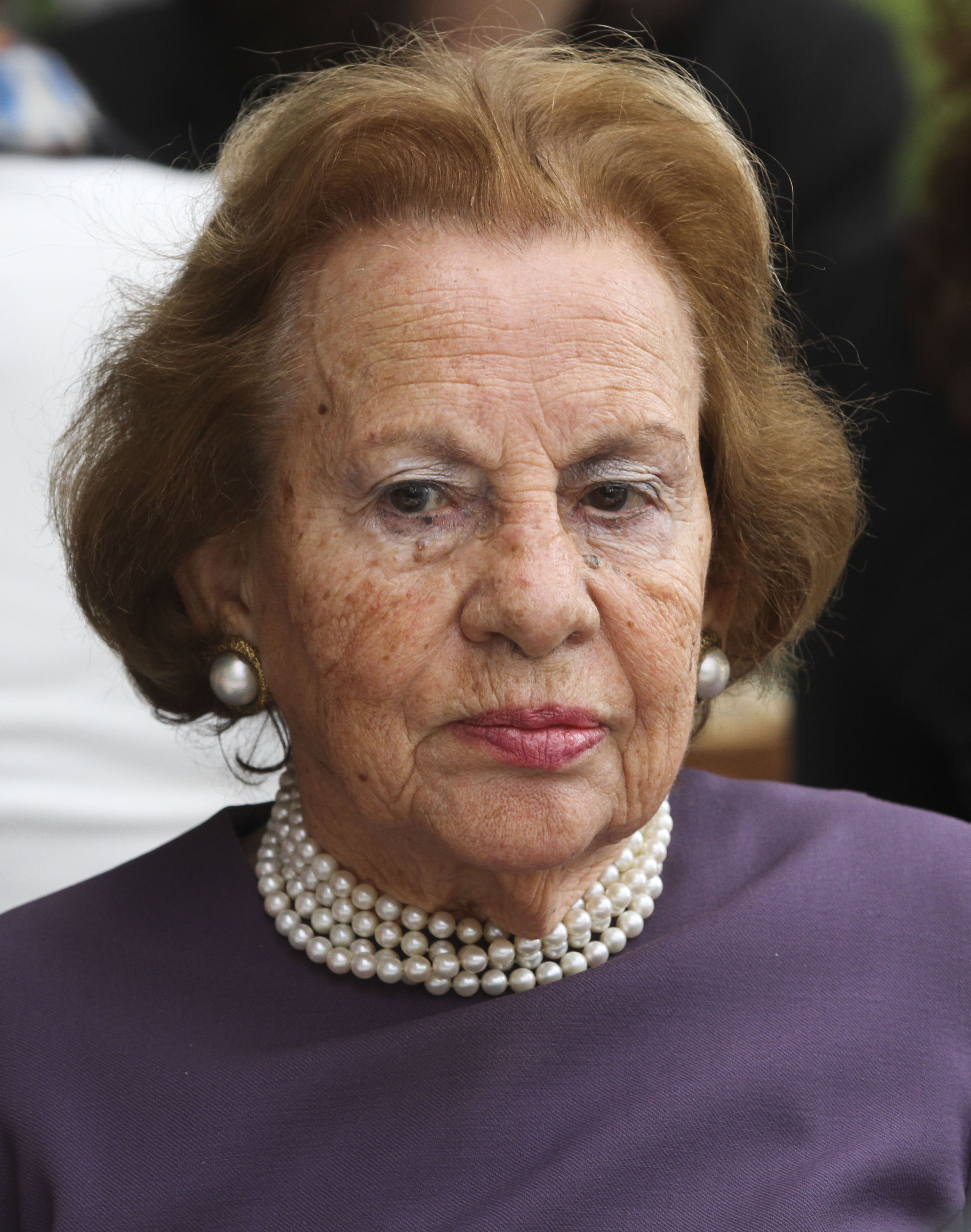
Мария Баррозу

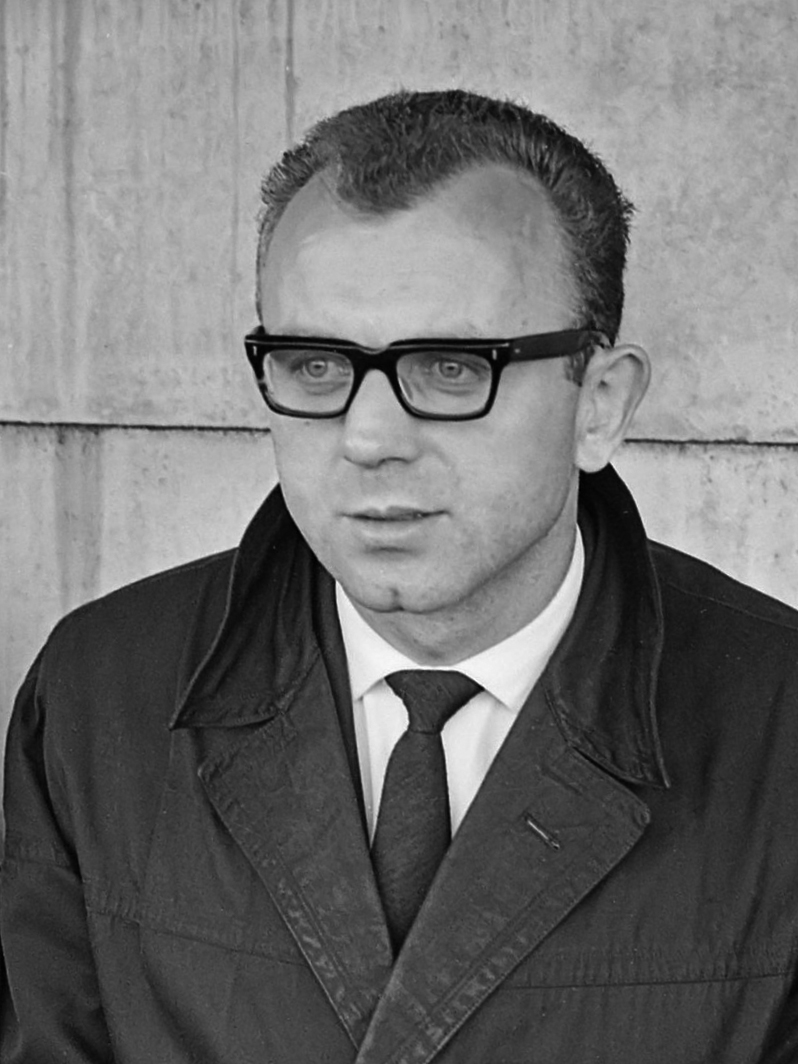
Фонс ван Виссен

- Баррозу, Мария (90) — португальская актриса и политический деятель, депутат Ассамблеи Республики (1976—1985), первая леди Португалии (1986—1996), жена Мариу Суариша[252].
- Билык, Анатолий Петрович (86) — казахстанский скульптор, заслуженный деятель искусств Казахской ССР[253].
- Ван Виссен, Фонс (82) — нидерландский футболист, игрок сборной Нидерландов[254].
- Давлетьяров, Муллаян Хабирьянович (57)[значимость?] — российский художник, заслуженный художник Республики Башкортостан, обладатель Бронзовой медали Союза художников России и Международной федерации художников[255].
- Макаров, Степан Владимирович (21) — российский каратист, двукратный чемпион России, мастер спорта России (2014)[256].
- Морей, Хайме (73) — испанский певец, представлявший Испанию на конкурсе песни Евровидение (1972)[257].
- Панюшкин, Валентин Анатольевич (61) — советский и российский юрист, профессор, декан юридического факультета Воронежского государственного университета (с 1987 года)[258].
- Фоминых, Владимир Викторович (63) — советский и российский тренер по сноуборду, заслуженный тренер России[259].
- Хагер, Элиэзер (91) — израильский хасидский ребе, цадик Вижницкой хасидской династии[англ.][260].
- Шахид, Шахидулла (?) — пакистанский террорист, один из лидеров ИГИЛ; убит[261].
- Яблоньский, Антони (96) — польский участник Второй мировой войны, водрузивший 2 мая 1945 года польский флаг на колонне Победы в Берлине[262].

### 6 июля
- Блажину, Дмитрий Николаевич (80) — советский и молдавский скрипач, дирижёр и композитор, народный артист Республики Молдова (2011), лауреат Национальной премии Республики Молдова (2014)[263].
- Вайнтрауб, Джерри (77) — американский продюсер («Одиннадцать друзей Оушена»), CEO United Artists[264].
- Валеев, Мухаматнур Мухамадулович (77) — советский и российский хозяйственный деятель, генеральный директор ООО «Баштрансгаз» (1978—2002), заслуженный работник нефтяной и газовой промышленности Российской Федерации (1996)[265].
- Марголис, Рохл (Рахиль) (94) — советская партизанка в составе Объединённой партизанской организации, историк, мемуарист[266].
- Скалья, Франко (71) — итальянский писатель, лауреат премии Кампьелло (2002)[267].
- Хикматуллох, Кори — афганский полевой командир, глава террористической организации «Исламское движение Узбекистана»; убит[268].

### 5 июля

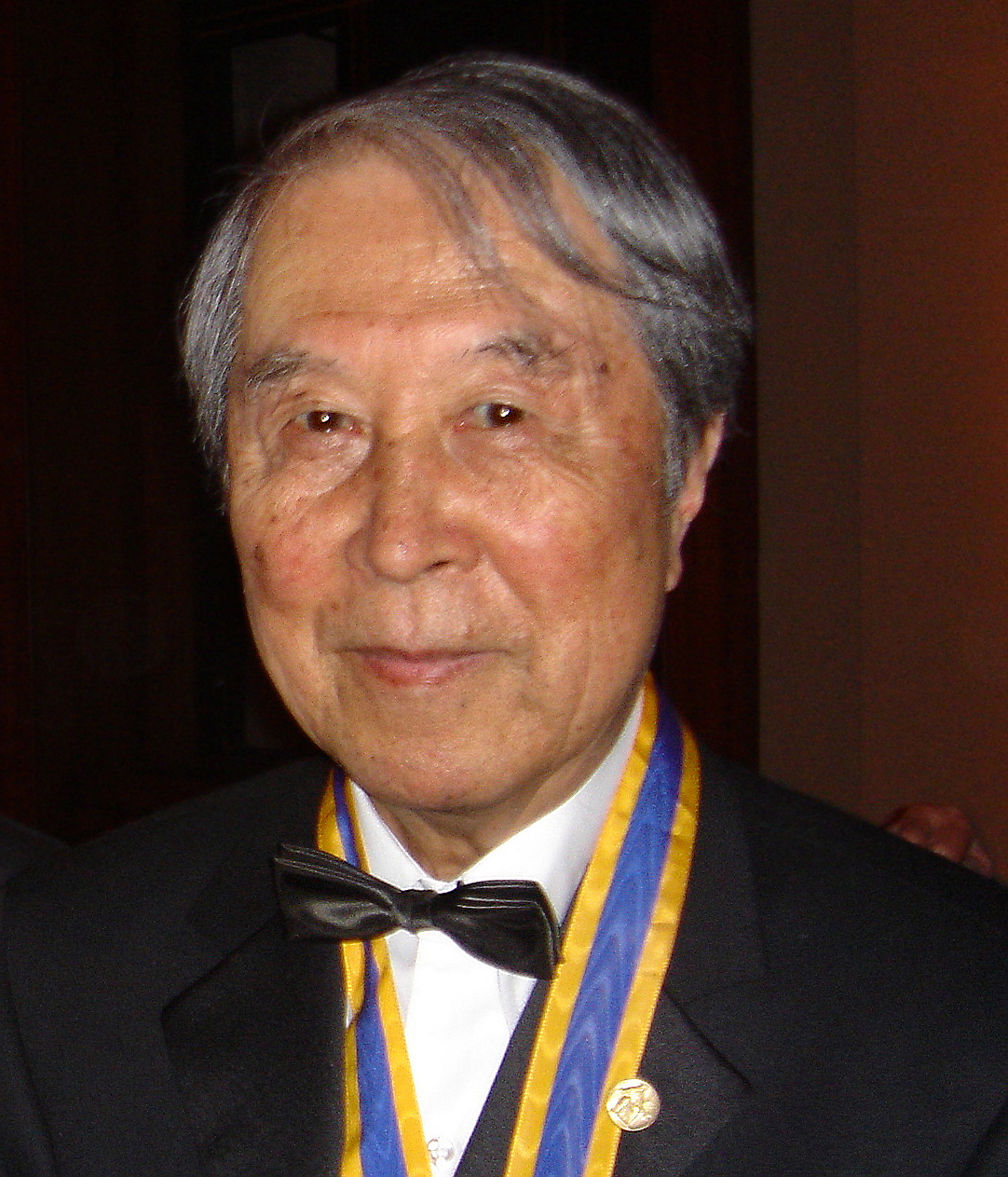
Йоитиро Намбу

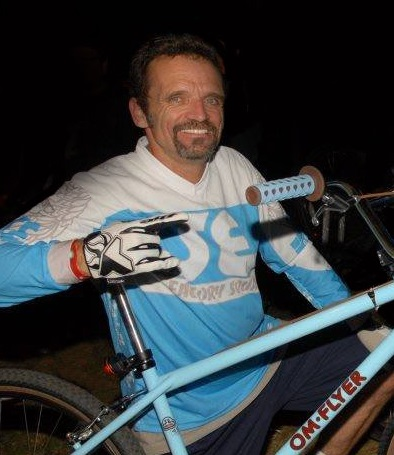
Скот Брайтхаупт

- Бронников, Андрей Андреевич (63) — советский и российский артист театра и кино, заслуженный артист Российской Федерации (2008)[269].
- Криль, Хернус (73) — южноафриканский политик, министр правопорядка (1991—1994), премьер-министр Западно-Капской провинции (1994—1998)[270]
- Момои, Сакари (112) — японский долгожитель, старейший мужчина Земли[271].
- Мясников, Владимир Владимирович (91) — советский военачальник, начальник Военной академии химической защиты имени Маршала Советского Союза С. К. Тимошенко (1972—1990), Герой Советского Союза (1945), генерал-полковник в отставке[272].
- Намбу, Йоитиро (94) — японский и американский физик-теоретик, лауреат Нобелевской премии (2008)[273].
- Петерсон, Аманда (43) — американская актриса («Любовь нельзя купить»); (тело найдено в этот день)[274].
- Соколов, Владимир Витальевич (61) — российский хозяйственный и государственный деятель, директор ОАО «Мурманский морской рыбный порт» (2007—2014), заместитель руководителя Федерального агентства по рыболовству (с 2014 года)[275].
- Фьюэлл, Гаррисон (61) — американский джазовый гитарист[276].
- Хогеруп, Уффе (65) — датский математик, член Датской королевской академии наук и Норвежской академии наук[277].

### 4 июля

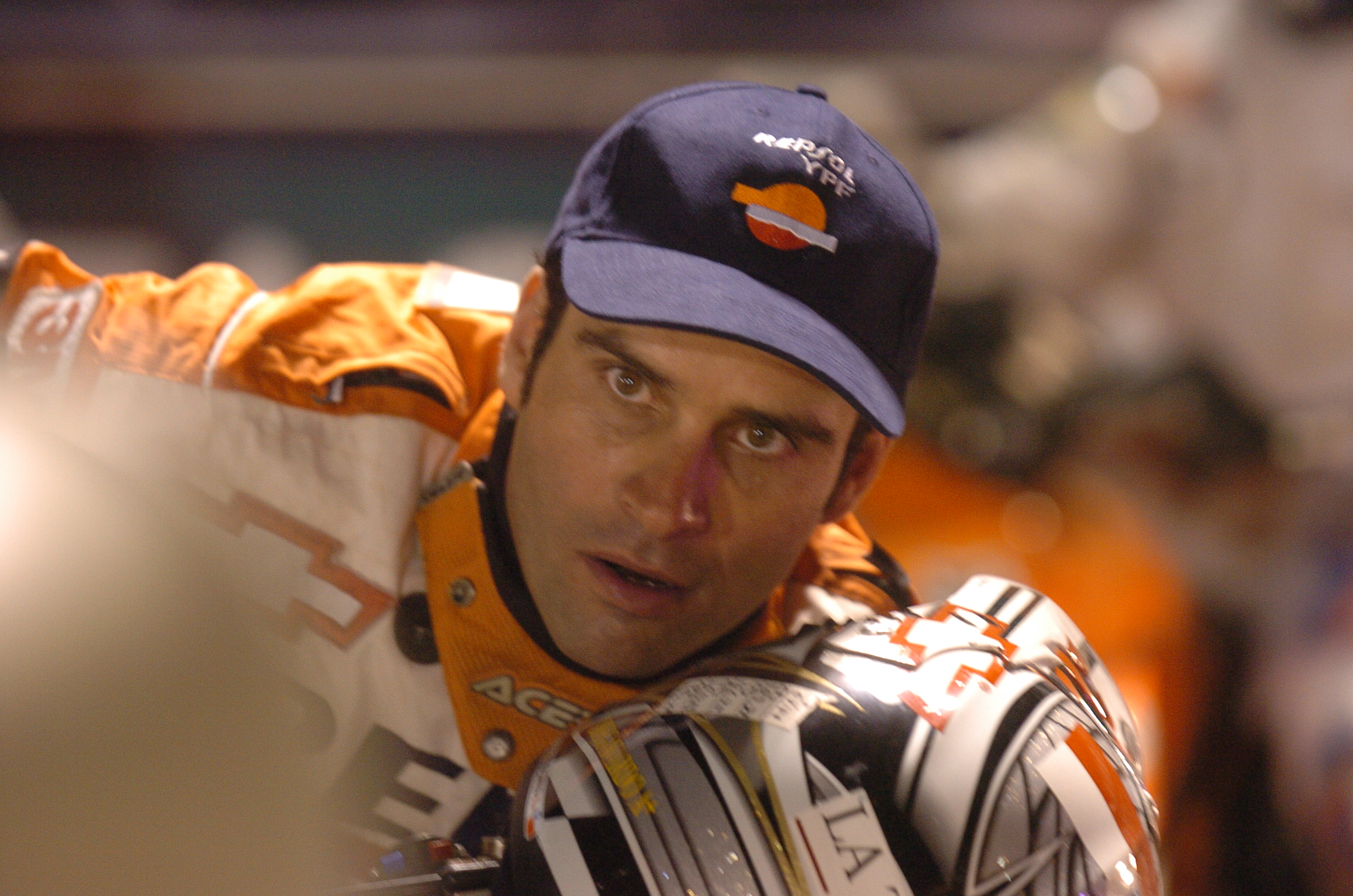
Карло де Гавардо

- Беронов, Неделчо (85) — болгарский политик, юрист, экономист, председатель Конституционного суда Болгарии (2003—2006)[278].
- Брайтхаупт, Скот (57) — американский велогонщик, отец-основатель BMX (тело найдено в этот день)[279].
- Бьерри, Этьен (96) — французский актёр[280].
- де Гавардо, Карло[англ.] (45) — чилийский авто- и мотогонщик, бронзовый призёр чемпионата мира по мотогонкам эндуро (1994), ралли «Париж — Дакар» в классе мотоциклов (2001)[281].
- Гаши, Вальдет (29) — немецкий спортсмен, двукратный чемпион мира по тайскому боксу; убит[282].
- Петерс, Норберт (72) — немецкий инженер-теплотехник, лауреат Премии имени Лейбница (1990)[283].
- Черноголовина, Галина Васильевна (86) — советская и российская писательница, публицист, член Союза писателей СССР и России[284].
- Шиманский, Ежи (88) — польский оперный певец (бас) и педагог, профессор[285].
- Юй Чэнхуэй (75) — китайский киноактёр, мастер ушу[286].

### 3 июля

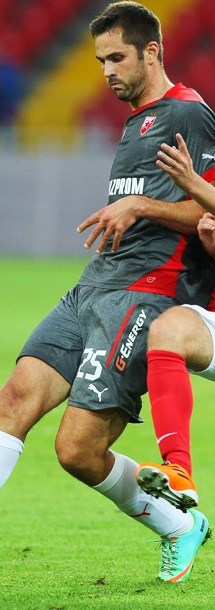
Горан Гогич

- Бен Хассин, Сейфалла (Абу Аядх) — исламский террорист, глава террористической группировки «Ансар-аль-Шариа»; убит (о смерти стало известно в этот день) [nation-news.ru/2015-07-03/121001-soratnik-ben-ladena-byil-ubit-v-livii].
- Гогич, Горан (29) — сербский футболист, полузащитник китайского клуба «Циндао Хайню»[287].
- Дуглас, Диана (92) — американская актриса, мать актёра Майкла Дугласа[288].
- Лонгтон, Артуро (67) — чилийский государственный деятель, губернатор провинции Марга-Марга[289].
- Лопатинская, Лидия Николаевна (90) — доярка, Герой Социалистического Труда (1966)[290].
- Маслов, Борис Степанович (86) — советский и российский мелиоратор, академик РАН (2013; академик РАСХН с 1991)[291].
- Палуз, Иван (75) — словацкий актёр[292].
- Сабад, Дьёрдь (90) — венгерский историк и государственный деятель, председатель Национального Собрания Венгрии (1990—1994)[293].
- Сабхарвал, Йогеш (73) — верховный судья Индии (2005—2007)[294].
- Сернас, Жак (89) — французский и итальянский актёр литовского происхождения[295].
- Сесицкая, Кристина (86) — польская писательница и киносценарист[296].
- Флорес, Джонатан (32) — колумбийский спортсмен, мировой рекордсмен по бейсджампингу, погиб[297].
- Чаранжит Сингх (73) — индийский музыкант, пионер эйсид-хауса[298].
- Чуксеев, Виталий Яковлевич (81) — советский и российский журналист-международник, заместитель генерального директора ТАСС (1991—1994), заслуженный работник культуры РСФСР[299].

### 2 июля

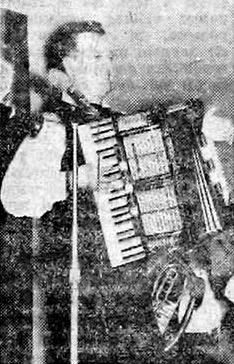
Славко Авсеник

- Авсеник, Славко (85) — словенский композитор[300].
- Дэвисон, Рональд (94) — новозеландский юрист, председатель Верховного суда Новой Зеландии (1978—1989)[301].
- Заблудовский, Джакобо (87) — мексиканский журналист[302].
- Король, Пётр Кондратьевич (74) — советский тяжелоатлет, чемпион летних Олимпийских игр в Монреале (1976) в категории до 67,5 кг[303].
- Розенберг, Симон Хоневич (75) — советский и российский адвокат, заслуженный юрист Российской Федерации[304].
- Уразметов, Ахат Салихович (83) — советский и российский артист эстрады, заслуженный артист РСФСР (1983), народный артист БАССР (1977)[305].

### 1 июля

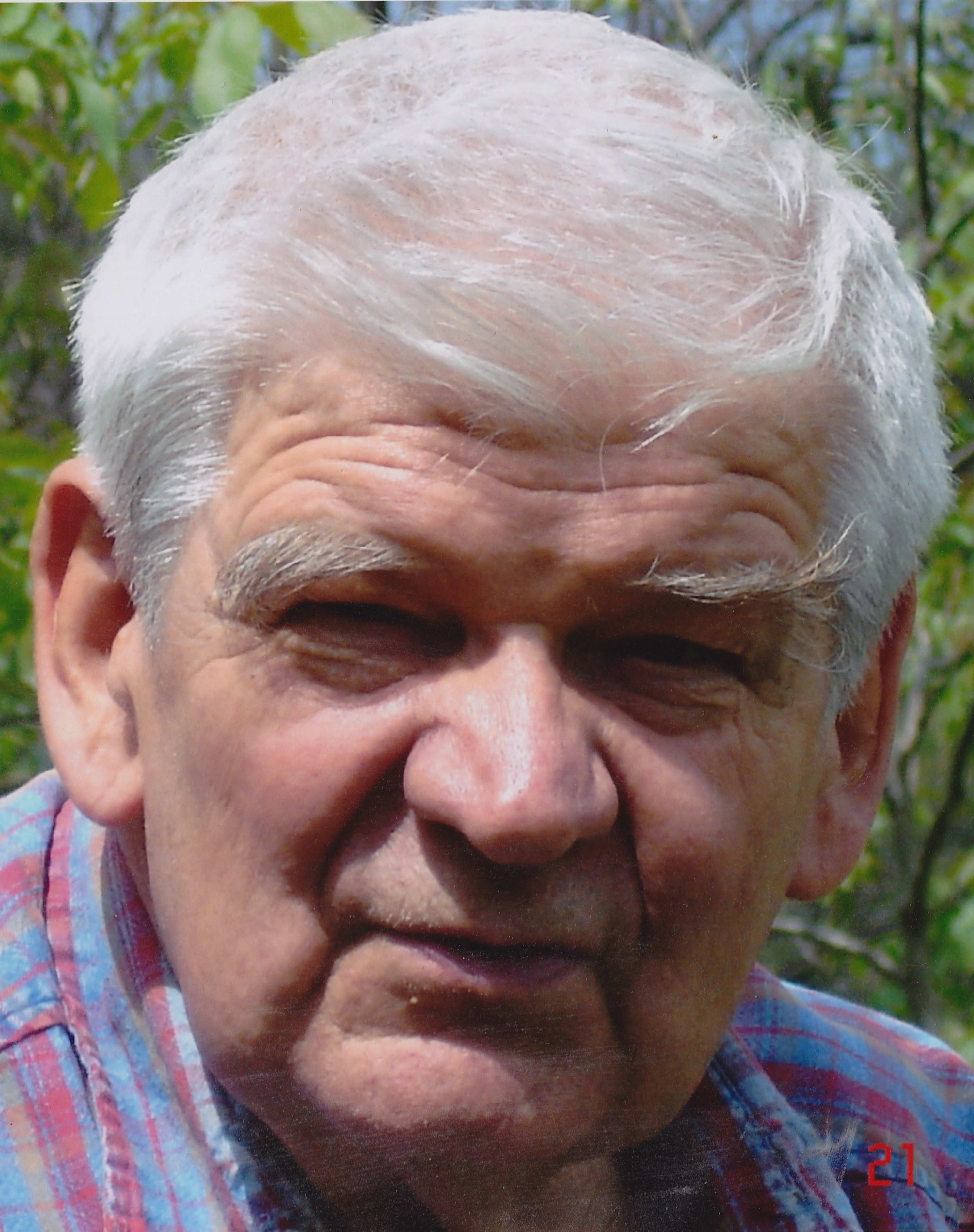
Чеслав Олех

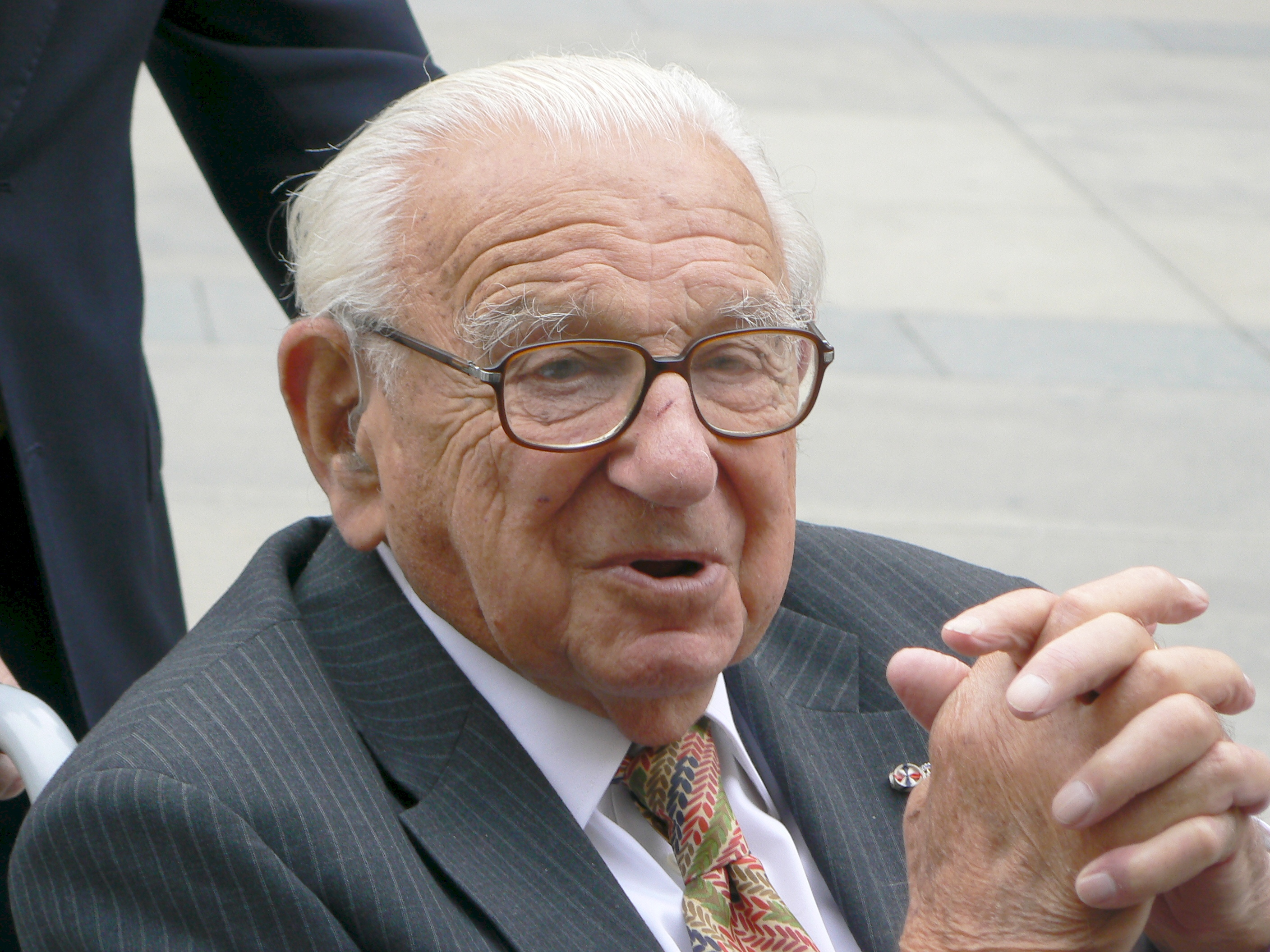
Николас Уинтон

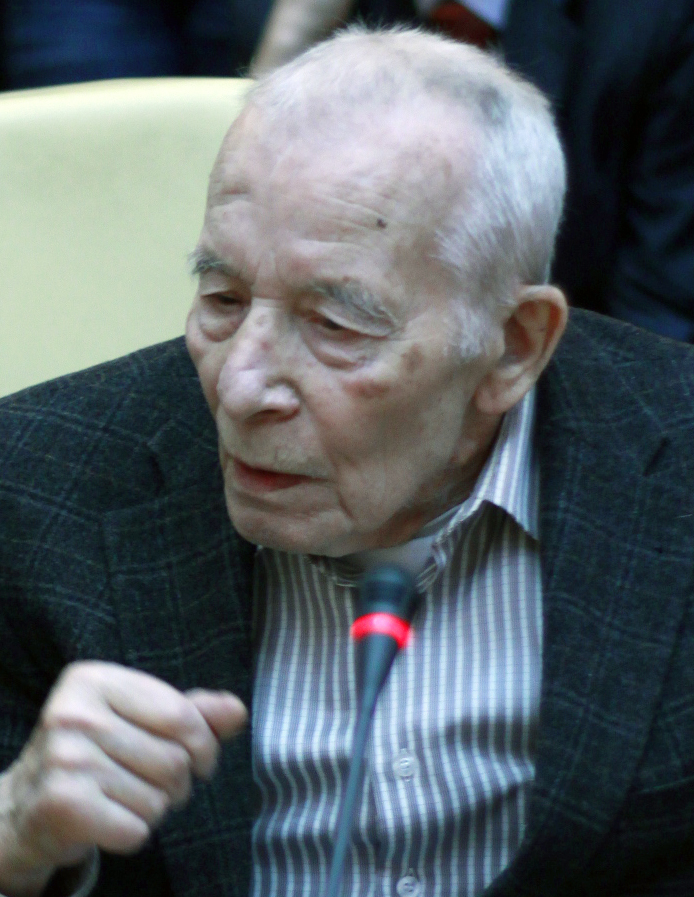
Владимир Ядов

- Бадер, Николай Оттович (79) — советский и российский археолог, доктор исторических наук, ведущий научный сотрудник Отдела теории и методики ИА РАН[306].
- Дуникан, Майкл Валентайн (Вал Дуникан) (88) — ирландский эстрадный певец и композитор[307].
- Жумагалиев, Бисен Жумагалиевич (92) — советский и казахстанский партийный и общественный деятель, участник Великой Отечественной войны, последний в Казахстане военный корреспондент, писавший на казахском языке[308].
- Кочетков, Александр Петрович (81) — советский, узбекский и российский футбольный тренер, заслуженный тренер РСФСР и заслуженный тренер Узбекистана[309].
- Крейг, Дэвид (95) — австралийский химик, президент Академии наук Австралии (1990—1994)[310].
- Литвинова, Виолетта (46) — российский художник-модельер[311].
- Мисакова, Милослава (93) — чехословацкая гимнастка, чемпионка летних Олимпийских игр в Лондоне (1948)[312].
- Олех, Чеслав (84) — польский математик, профессор Института математики Польской академии наук, член Президиума Польской академии наук, иностранный член Российской академии наук (1991; иностранный член АН СССР с 1988)[313].
- Рындин, Владислав Васильевич  (77) — советский российский актёр театра и кино, артист Александринского театра[314].
- Соллима, Серджо (94) — итальянский режиссёр и сценарист фильмов в жанре пеплум, вестерн и триллер[315].
- Уинтон, Николас (106) — британский филантроп, накануне Второй мировой войны организовавший спасение 669 детей (преимущественно еврейского происхождения) из оккупированной немцами Чехословакии[316].
- Херкаймер, Лоуренс (89) — инноватор чирлидинга, изобретатель помпонов и прыжка херке, названного его именем[317].
- Ядов, Владимир Александрович (86) — советский и российский учёный-социолог, директор Института социологии Российской академии наук (1988—2000), декан факультета социологии Государственного академического университета гуманитарных наук, доктор философских наук[318].